# Pietre d'inciampo a Milano

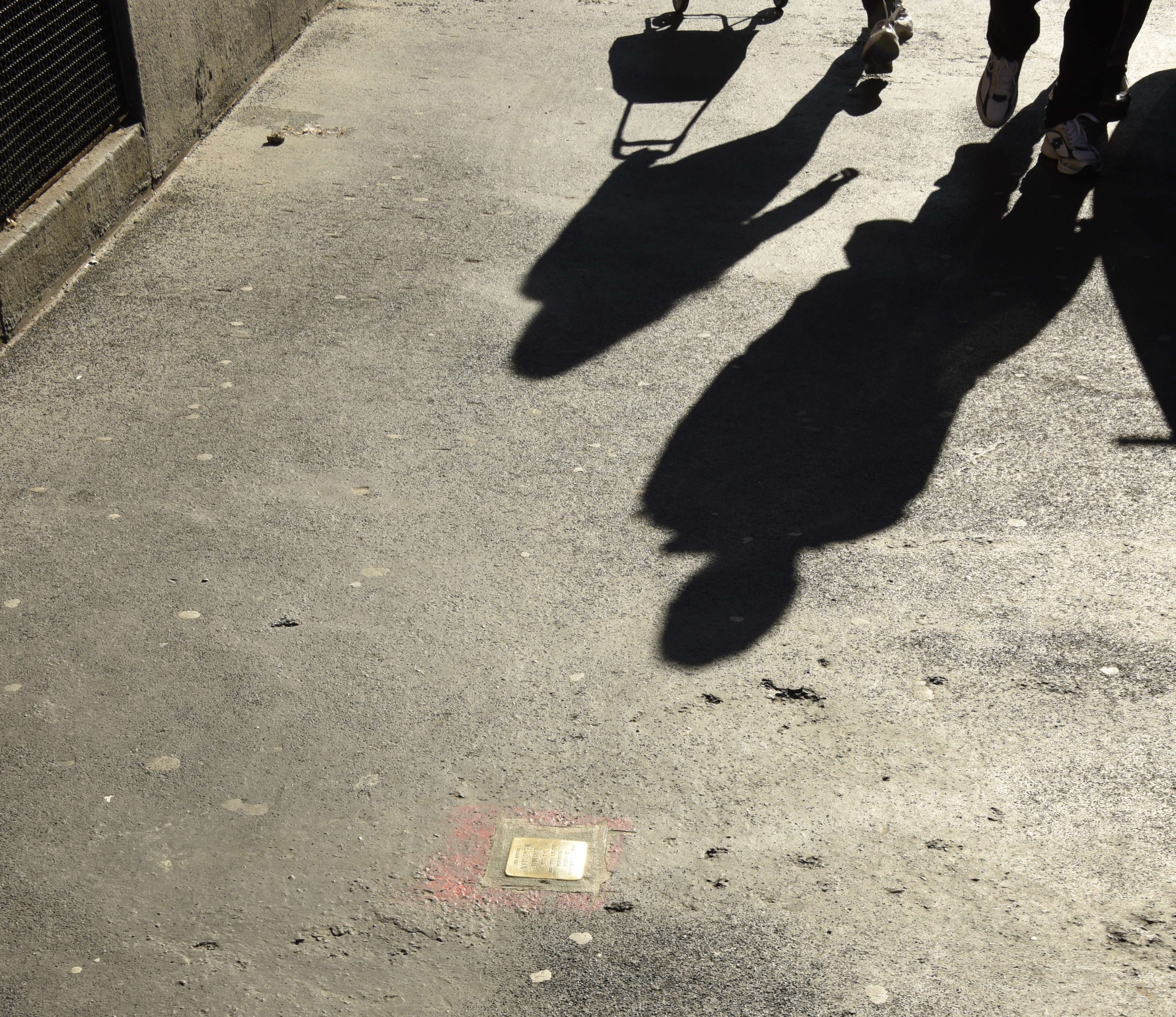
Pietra d'inciampo a Milano - Adele Basevi Lombroso

La lista delle pietre d'inciampo a Milano ricorda il destino delle vittime a Milano dello sterminio nazista, qualunque sia stato il motivo della persecuzione: religione, razza, idee politiche, orientamenti sessuali. Le Pietre d'inciampo (in tedesco Stolpersteine) sono una iniziativa dell'artista tedesco Gunter Demnig che ha già posato più di 100.000 pietre in tutta Europa. L'obiettivo di tale progetto è mantenere viva la memoria delle vittime di tutte le deportazioni e per farlo è stato scelto il luogo simbolo della vita quotidiana: la casa. Una semplice pietra sul selciato stradale rappresenta un invito per chi passa a riflettere su quanto accaduto in quel luogo e in quella data, per non dimenticare e per impedire che si possano ripetere le atrocità del passato. 

## Comitato per le pietre d'inciampo
Liliana Segre, sopravvissuta al lager di Auschwitz e, dal gennaio 2018, senatrice a vita, unitamente a tredici Associazioni legate alla memoria della Resistenza, di tutte le Deportazioni, dell'Antifascismo, l'8 settembre 2016 ha fondato il "Comitato per le Pietre d'Inciampo - Milano". La prima pietra d'inciampo milanese è stata dedicata a suo padre, Alberto Segre, assassinato dal regime Nazista nel 1944. Dal 28 febbraio 2019 la senatrice Segre è presidente onoraria del Comitato stesso.
Il Comitato, che ha l'adesione del Comune di Milano, è stato costituito tra le seguenti associazioni promotrici:
- ANED – Associazione Nazionale Ex-Deportati nei Lager Nazisti
- ANPC – Associazione Nazionale Partigiani Cristiani
- ANPI – Associazione Nazionale Partigiani d'Italia
- ANPPIA – Associazione Nazionale Perseguitati Politici Italiani Antifascisti
- Comunità Ebraica di Milano
- FIAP – Federazione Italiana Associazioni Partigiane
- Associazione Rosa Camuna
- Associazione Figli della Shoah
- CDEC – Centro di Documentazione Ebraica Contemporanea
- Fondazione Memoria della Deportazione
- Fondazione Memoriale della Shoah di Milano
- Istituto nazionale Ferruccio Parri
- Federazione CGIL, CISL, UIL

## Posizione delle pietre d'inciampo
Milano accoglie 243 pietre d'inciampo. l 14 e 15 novembre 2024 per iniziativa della Fondazione Fossoli e ANED sono posate 17 nuove pietre a ricordo dei martiri dell'eccidio di Cibeno. Il 28 gennaio 2025 davanti alla Questura milanese sono posate tre nuove pietre d'inciampo a ricordo di tre poliziotti che hanno avuto un ruolo significativo per la salvezza degli ebrei e si sono prodigati nella lotta di Liberazione.

### Municipio 1
Il Municipio 1 di Milano accoglie 73 pietre d'inciampo.

### Municipio 2
Il Municipio 2 di Milano accoglie ufficialmente 21 pietre d'inciampo.
| Pietra d'inciampo | Pietra d'inciampo                               | Pietra d'inciampo | Pietra d'inciampo | Note biografiche |
| Data di posa      | Luogo di posa                                   | Stolpersteine     | Incisione | Note biografiche |
| ----------------- | ----------------------------------------------- | ----------------- | --- | --- |
| 19 gennaio 2018   | Viale Monza, 23 45°29′20.64″N 9°13′01.75″E      |                   | QUI ABITAVA ANGELO AGLIERI NATO 1914 ARRESTATO 25.5.1944 DEPORTATO FLOSSENBÜRG ASSASSINATO 24.12.1944                     | Angelo Aglieri (Monza, 25 dicembre 1914 - Flossenbürg, 24 dicembre 1944), impiegato al Corriere della Sera. Sposa Alda Begnis, nata a Camisano (CR) il 19 giugno 1921 e si stabiliscono a Milano. Collabora con la Resistenza. Arrestato il 24 maggio 1944 è condotto al carcere di San Vittore quindi deportato a Fossoli. La moglie, a Fossoli nella speranza di vederlo, la notte dell’11 luglio è testimone del trasferimento al Poligono di Cibeno dei 67 prigionieri, martiri, che subiranno la fucilazione. Il 25 luglio è trasferito a Bolzano in seguito, il 5 settembre 1944 deportato nel capo di concentramento di Flossenbürg, dove muore il 24 dicembre 1944. Il 1º agosto 1945, i colleghi del Corriere lo ricordano sulla pagina milanese del Corriere d’Informazione. |
| 23 gennaio 2018   | Via Bizzoni, 7 45°29′42″N 9°11′54.24″E          |                   | QUI ABITAVA ODORICO PIPERNO NATO 1901 ARRESTATO 15.12.1943 DEPORTATO AUSCHWITZ ASSASSINATO                                | Odorico Piperno (Alessandria d'Egitto, 8 giugno 1901 - Auschwitz, ??? 1943), figlio maggiore di Menotti Vittorio e Valentina Benedetti. A fine 1943 tutta la famiglia, i coniugi Odorico e Livia Sinigallia Piperno con i figli Rambaldo e Renato, la madre di Odorico, Valentina con gli altri due figli, Sigfrido Ezio ed Aldrato, tenta la fuga verso la Svizzera, ma sono tutti catturati a Tirano il 15 dicembre 1943 e rinchiusi a Milano nel carcere di San Vittore. Il 30 gennaio 1944 sono deportati dal Binario 21 al campo di sterminio di Auschwitz con il trasporto n. 24 (numerazione I. Tibaldi). Di Odorico non si seppe più nulla. Probabilmente non superò la selezione e fu destinato immediatamente alle camere a gas. |
| 23 gennaio 2018   | Via Bizzoni, 7 45°29′42″N 9°11′54.24″E          |                   | QUI ABITAVA LIVIA SINIGALLIA PIPERNO NATA 1906 ARRESTATA 15.12.1943 DEPORTATA AUSCHWITZ ASSASSINATA 30.12.1944 DACHAU     | Livia Sinigallia Piperno (Milano, 24 giugno 1906 - Dachau, 30 dicembre 1944), figlia di Mario e Emilia Jacchia. Sposa Odorico Piperno, condivide la tragica sorte della famiglia: fallita la fuga verso la Svizzera, sono tutti catturati a Tirano il 15 dicembre 1943 e rinchiusi a Milano nel carcere di San Vittore. Il 30 gennaio 1944 sono deportati dal Binario 21 al campo di sterminio di Auschwitz È separata dal marito e dai figli, supera la selezione iniziale ma muore successivamente a Dachau il 30 dicembre 1944. |
| 23 gennaio 2018   | Via Bizzoni, 7 45°29′42″N 9°11′54.24″E          |                   | QUI ABITAVA RAMBALDO PIPERNO NATO 1930 ARRESTATO 15.12.1943 DEPORTATO AUSCHWITZ ASSASSINATO                               | Rambaldo Piperno (Milano, 9 agosto 1930 - Auschwitz, ??? 1944), figlio di Odorico e Livia Sinigallia. Nel dicembre 1943 l'intera sua famiglia (con la nonna, Valentina Benedetti Piperno, e gli zii Sigfrido ed Aldrato Piperno) nel tentativo di raggiungere la Svizzera, sono catturati a Tirano e destinati al campo di sterminio di Auschwitz. Di Rambado non si ebbe più alcuna notizia. |
| 23 gennaio 2018   | Via Bizzoni, 7 45°29′42″N 9°11′54.24″E          |                   | QUI ABITAVA RENZO PIPERNO NATO 1932 ARRESTATO 15.12.1943 DEPORTATO AUSCHWITZ ASSASSINATO 6.2.1944                         | Renzo Piperno (Milano, 10 gennaio 1932 - Auschwitz, 6 febbraio 1944), figlio di Odorico e Livia Sinigallia. Condivide il destino tragico della famiglia Piperno: fallita la fuga verso la Svizzera sono tutti catturati a Tirano il 15 dicembre 1943 e rinchiusi a Milano nel carcere di San Vittore. Il 30 gennaio 1944 sono deportati dal Binario 21 al campo di sterminio di Auschwitz. Giunto al campo di sterminio di Auschwitz Renzo, con la nonna, è destinato immediatamente alle camere a gas. |
| 24 gennaio 2020   | Via Battaglia, 41 45°29′26.2″N 9°12′48.03″E     |                   | QUI ABITAVA UGO MILLA NATO 1894 ARRESTATO 13.10.1943 DEPORTATO AUSCHWITZ ASSASSINATO 11.12.1943                           | Ugo Milla (Vignola, 4 novembre 1894 - Auschwitz, 11 dicembre 1943), commesso viaggiatore. Nel 1938, dopo l'emanazione delle leggi razziali, in virtù del passato garibaldino del padre e dell'iscrizione al P.N.F. di uno dei suoi dieci tra fratelli e sorelle, chiede gli sia riconosciuta - in alcuni casi prevista - la parziale esclusione dai provvedimenti razzisti, ma la richiesta sarà accolta solo per un altro fratello. Dopo l'armistizio, si trasferisce con la famiglia a Ferrara, quindi a Verderio Superiore, presso lo Scatolificio Ambrosiano che già dava lavoro e rifugio al fratello e alle tre sorelle. Una probabile delazione porta all'arresto dei due fratelli, oltre ai proprietari dello stabilimento. In un secondo momento sono arrestate anche le tre sorelle che saranno deportate, con i due fratelli già detenuti, nel Reich con destinazione Auschwitz. Il 6 dicembre 1943 un treno della morte partito dal Binario 21 della stazione centrale, di Milano li consegna al loro destino: all'arrivo nel campo i fratelli Milla vengono presto eliminati. Una pietra d'inciampo dedicata a Ugo è presente anche a Vignola, dove era nato. |
| 24 gennaio 2020   | Via Boscovich, 30 45°28′50.9″N 9°12′20.67″E     |                   | QUI ABITAVA GINO EMANUELE NEPPI NATO 1890 ARRESTATO 6.11.1943 DEPORTATO AUSCHWITZ ASSASSINATO                             | Gino Emanuele Neppi (Ferrara, 17 luglio 1890 - Auschwitz, ??? 1943), figlio di Clemente ed Ernesta Bassani, ultimo di sei figli. Al termine della Grande Guerra, alla quale partecipa nella Cavalleria si laurea in ostetricia. Sposa Ginevra Minerbi. Si trasferisce a Milano assunto dal Comune come “medico di riparto” in una condotta a Baggio. È consigliere della Comunità Ebraica di Milano. Con le leggi razziali del 1938 viene esonerato dal servizio, ma gli è concesso di esercitare la professione limitatamente alla Comunità Ebraica, ma presterà clandestinamente e gratuitamente soccorso anche ad altri ebrei perseguitati, soprattutto stranieri. Dopo l'8 settembre lascia la moglie a Ferrara, mentre continua la sua opera di assistenza a Milano nel suo ambulatorio privato dove è arrestato il 6 novembre 1943 ed un mese dopo deportato ad Auschwitz, dove muore. |
| 29 gennaio 2021   | Via Cappellini, 16 45°28′54.41″N 9°12′06.29″E   |                   | QUI ABITAVA ARTURO COLOMBO NATO 1898 ARRESTATO 13.11.1943 DEPORTATO MAUTHAUSEN ASSASSINATO 25.8.1944 CASTELLO DI HARTHEIM | Arturo Colombo (Milano, 7 ottobre 1898 - Castello di Hartheim, 25 agosto 1944), figlio di Domenico e Maria Galimberti. Nel 1925 sposa Albina Lombardelli dalla quale avrà quattro figlie. Combattente nella 1ª Guerra Mondiale è insignito di una Medaglia d’Argento al valor militare. Lavora all’Ufficio Leva del comune di Milano. In seguito a delazione, accusato di aver favorito l'espatrio in Svizzera di alcuni giovani soggetti alla Leva è carcerato a San Vittore, deportato dal Binario 21 il 18 febbraio 1944, arriva a Mauthausen il 21 febbraio 1944: matricola 53382. Trasferito al Castello di Hartheim, viene assassinato il 25 agosto 1944. |
| 29 gennaio 2021   | Via Oxilia, 13 45°29′32.23″N 9°12′55.71″E       |                   | QUI ABITAVA ROMANO PERELLI NATO 1900 ARRESTATO 12.3.1944 DEPORTATO MAUTHAUSEN ASSASSINATO 8.12.1944 GUSEN                 | Romano Perelli (Copparo, 12 giugno 1900 - Gusen, 8 dicembre 1944), figlio di Gaetano Perelli. Si sposa con Irma, dalla quale avrà due figli. Operaio alla Breda II di Sesto San Giovanni come falegname. Per aver partecipato allo sciopero del marzo 1944 è arrestato a casa il 12 marzo e rinchiuso a San Vittore a Milano, poi trasferito alla caserma Umberto I° a Bergamo da dove, il 16 marzo 1944, dal Binario 1 cittadino, con il trasporto 34, è deportato a Mauthausen dove arriva dopo quattro giorni. Con matricola 59056 è trasferito a Gusen. Muore l'8 dicembre 1944. |
| 29 gennaio 2021   | Viale Monza, 90 45°29′50.34″N 9°13′13.22″E      |                   | QUI ABITAVA OLGA REVERE NATA 1897 ARRESTATA 3.12.1943 DEPORTATA AUSCHWITZ ASSASSINATA                                     | Olga Revere (Mantova, 30 marzo 1897 - Auschwitz, ???), figlia di Massimiliano ed Emilia Revere. Sorella di Ines. Trasferitasi la famiglia a Milano, le due sorelle intraprendono rispettivamente l'attività di sarta l'una e modista l'altra. La loro terza sorella, Ida si fa battezzare per poter sposare un cattolico. Nel 1942 le due sorelle ed i figli di Ida si trasferiscono nei pressi di Stresa. Una quarta sorella rimane a Milano coi due figli piccoli. In seguito Olga ed Ines, tornano a Milano, ma una segnalazione ne provoca l'arresto il 3 dicembre 1943. Portate a San Vittore saranno deportate ad Auschwitz il 30 gennaio 1944, con il trasporto 24, giungendovi il 6 febbraio 1944. Delle due sorelle Revere non se ne saprà più nulla. |
| 29 gennaio 2021   | Viale Monza, 90 45°29′50.34″N 9°13′13.22″E      |                   | QUI ABITAVA INES REVERE NATA 1902 ARRESTATA 3.12.1943 DEPORTATA AUSCHWITZ ASSASSINATA                                     | Ines Revere (Mantova, 2 aprile 1902 - Auschwitz, ???), seguirà il destino tragico della sorella Olga. Una segnalazione ne provoca l'arresto il 3 dicembre 1943 a Milano. Portate a San Vittore saranno deportate ad Auschwitz il 30 gennaio 1944, con il trasporto 24, giungendovi il 6 febbraio 1944. Delle due sorelle Revere non se ne saprà più nulla. |
| 14 aprile 2021    | Via Padova, 100 45°29′40.51″N 9°13′41.05″E      |                   | QUI ABITAVA DANTE VILLA NATO 1922 ARRESTATO 10.3.1944 DEPORTATO MAUTHAUSEN ASSASSINATO 22.4.1945                          | Dante Villa (Milano, 2 luglio 1922 - Mauthausen, 22 aprile 1944), Operaio alla Innocenti di Lambrate partecipa allo sciopero generale, indetto dal C.L.N.A.I., che inizia il 1º marzo e prosegue per otto giorni. Il 10 marzo 1944 Dante è tra i 15 operai arrestati dalle SS che irrompono nella fabbrica di Lambrate. Detenuto a San Vittore, quindi trasferito alla Caserma Umberto I° a Bergamo, poi deportato il 16 marzo 1944 a Mauthausen dove muore il 22 aprile 1945. |
| 1 marzo 2022      | Via Ponte Seveso, 19 45°29′20.56″N 9°12′14.81″E |                   | QUI ABITAVA CARLO FERRETTI NATO 1900 ARRESTATO 16.11.1943 DEPORTATO MAUTHAUSEN ASSASSINATO 17.2.1945 GUSEN MELK           | Carlo Ferretti (Milano, 30 maggio 1900 - Gusen, 17 febbraio 1945), figlio di Gerolamo e Maria Triulzi. Coniugato con Luigia Giacobbi. Giovane socialista, aderisce al PCd'I dopo il congresso di Livorno. Schedato al CPC dal 1927: “colore politico: comunista– professione: viaggiatore”. È arrestato una prima volta il 16 giugno del 1927 e carcerato a S. Vittore dove rimane due mesi. Continua la sua attività clandestina di antifascista, nuovamente arrestato il 16 novembre 1943 a Castione della Presolana. Carcerato per oltre cinque mesi a Clusone, è trasferito al carcere di San Vittore, quindi Fossoli e, allo smantellamento del campo, a Bolzano. Da qui il 5 agosto 1944 con il trasporto 73 è inviato a Mauthausen, matricola 82357, trasferito a Gusen dove muore il 17 febbraio 1945. |
| 1 marzo 2022      | Via Oxilia, 21 45°29′31.06″N 9°12′52.22″E       |                   | QUI ABITAVA GIUSEPPE CECCATELLI NATO 1912 ARRESTATO 30.11.1943 DEPORTATO MAUTHAUSEN ASSASSINATO 22.6.1944 GUSEN           | Giuseppe Ceccatelli (Milano, 14 luglio 1912 - Gusen, 22 giugno 1944), figlio di Giovanni Ceccatelli. Professione commerciante di religione cattolica, ottiene dispensa papale per sposare il 31 dicembre 1941 con rito paolino Lidia Colombo, ebrea, non avrà figli. Nel maggio 1943 è richiamato alle armi, ma dopo l’8 settembre riesce a rientrare a Milano. Il 29 ottobre 1943 il cognato, Tullio Colombo, ebreo, è arrestato e carcerato a San Vittore. Giuseppe si adopera per la sua liberazione, mettendo a disposizione la somma di 250.000 lire: purtroppo il denaro viene sequestrato e lui stesso arrestato il 30 novembre e trasferito anch'egli a San Vittore. Con l’accusa di aver tentato di proteggere un ebreo è trattenuto per quasi tre mesi a San Vittore ed infine è deportato a Mauthausen con il trasporto 25, partito da Torino il 18 febbraio 1944. Matricola 53379, trasferito al campo di Gusen dove muore il 22 giugno 1944. |
| 6 marzo 2023      | Via privata Atene, 3 45°29′53.95″N 9°14′00.56″E |                   | QUI ABITAVA AMBROGIO CAMPI NATO 1902 ARRESTATO 24.11.1943 DEPORTATO MAUTHAUSEN ASSASSINATO 25.2.1945 EBENSEE              | Ambrogio Campi (Turro, 22 dicembre 1902 - Ebensee, 25 febbraio 1945), figlio di Fortunato Campi e Monica Lodi, sposa Emilia Restelli, avranno una figlia. Nel 1939 viene richiamato alle armi ma è riformato e ottiene il congedo illimitato. Lavora come autista alla Oleodinamica Magnaghi di Crescenzago, il cui titolare mai si assoggettò alle regole del regime fascista, infatti molti dei suoi giovani dipendenti, dopo l'armistizio dell'8 settembre 1943 scelgono la strada dei monti, tra le file partigiane, Ambrogio, tra questi, col nome di battaglia Ambro, trasporta e distribuisce armi, munizioni e stampa clandestina, ma il 24 novembre 1943 viene arrestato e trasferito a San Vittore. Da qui è deportato il 4 marzo 1944 a Mauthausen, quindi Ebensee dove muore il 25 febbraio 1945. |
| 6 marzo 2023      | Via Abbadesse, 25 45°29′27.2″N 9°11′42.38″E     |                   | QUI ABITAVA MARIO MADÈ NATO 1928 ARRESTATO 12.3.1944 DEPORTATO MAUTHAUSEN ASSASSINATO 1945 GUSEN                          | Mario Madè (Milano, 26 dicembre 1928 - Gusen, maggio 1945), figlio di Davide, 5 sorelle, apprendista elettricista di 15 anni presso la Breda di Sesto San Giovanni. Per la sua partecipazione allo sciopero del marzo 1944, è arrestato dai nazisti il 12 marzo e incarcerato a San Vittore, quindi a Bergamo, nella Caserma Umberto 1° . Il 17 marzo 1944, con il trasporto n. 34, 573 detenuti partono dal Binario 1 della stazione cittadina con destinazione Mauthausen; tra loro anche Mario Madè. Trasferito a Gusen muore nel maggio 1945. |
| 25 gennaio 2024   | Via Settembrini, 5 45°28′49.97″N 9°12′15.93″E   |                   | QUI ABITAVA GINO EMANUELE ERRERA NATO 1893 ARRESTATO 21.2.1944 DEPORTATO AUSCHWITZ ASSASSINATO                            | Gino Emanuele Errera (Salonicco, 5 ottobre 1893 - Auschwitz, ???), figlio di Davide e Irma Levi. Invalido della Grande Guerra subisce comunque le persecuzioni conseguenti l'emanazione delle Leggi razziali fasciste del 1938, ma è solo del febbraio '44 il tentativo di rifugiare in Svizzera e con esito infausto: è arrestato a Ponte Tresa. Dal carcere di Varese è rinchiuso prima nel campo di Fossoli, quindi deportato nel Raich destinato a Auschwitz. Non sopravvive alla Shoah. |
| 14 novembre 2024  | Viale Zara, 118 45°29′55.63″N 9°11′48.63″E      |                   | QUI ABITAVA DAVIDE GUARENTI NATO 1907 ARRESTATO 2.3.1944 INTERNATO FOSSOLI ASSASSINATO 12.7.1944 CIBENO DI CARPI          | Davide Guarenti (Monza, 5 novembre 1907 - Poligono di tiro di Cibeno, Carpi, 12 luglio 1944), antifascista, impiegato, coniugato. Arrestato su delazione, per diffusione di stampa clandestina ai primi di marzo 1944, è detenuto prima a Monza, quindi a San Vittore ed infine il 9 giugno inviato a Fossoli, dove è fucilato il 12 luglio 1944, insieme ad altri 66 martiri, in quello che conosciamo come "eccidio di Cibeno". |
| 14 novembre 2024  | Via Marocco Pietro, 10 45°29′22.5″N 9°12′47″E   |                   | QUI ABITAVA DAVIDE CARLINI NATO 1910 ARRESTATO 28.3.1944 INTERNATO FOSSOLI ASSASSINATO 12.7.1944 CIBENO DI CARPI          | Davide Carlini (Milano, 29 agosto 1910 - Poligono di tiro di Cibeno, Carpi, 12 luglio 1944), antifascista, autista presso la Breda, coniugato con Luisa Passetti, una figlia. Per la sua partecipazione agli scioperi del marzo 1944 è arrestato a casa e rinchiuso a San Vittore ed infine il 27 aprile inviato a Fossoli, dove è fucilato il 12 luglio 1944, insieme ad altri 66 martiri, in quello che conosciamo come "eccidio di Cibeno". |
| 13 marzo 2025     | Via Erodoto, 2 45°30′32.75″N 9°13′23.7″E        |                   | QUI ABITAVA MICHELE DI VEROLI NATO 1895 ARRESTATO 11.3.1944 DEPORTATO AUSCHWITZ ASSASSINATO                               | Michele Di Veroli (Roma, 13 maggio 1895 - Auschwitz, ???), ambulante, coniugato con Regina Spizzichino si trasferiscono a Milano dove nascono tutti i cinque figli. Seppur arrestati in momenti diversi, tutta la famiglia subisce la deportazione nel Reich destinati a Auschwitz. Nessuno sopravvive alla Shoah. |
| 13 marzo 2025     | Via Erodoto, 2 45°30′32.75″N 9°13′23.7″E        |                   | QUI ABITAVA REGINA SPIZZICHINO NATA 1896 ARRESTATA 13.11.1944 DEPORTATA AUSCHWITZ ASSASSINATA 23.10.1944                  | Regina Spizzichino (Roma, 7 marzo 196 - Auschwitz, 23 ottobre 1944), conigata con Michele Di Veroli ne condivide il tracigo destino insieme ai cinque figli nati dal matrimonio.Nessuno sopravvive alla Shoah. |

### Municipio 3
Il Municipio 3 di Milano accoglie ufficialmente 39 pietre d'inciampo.
| Pietra d'inciampo | Pietra d'inciampo                                 | Pietra d'inciampo | Pietra d'inciampo                                                                                                   | Note biografiche |
| Data di posa      | Luogo di posa                                     | Stolpersteine     | Incisione | Note biografiche |
| ----------------- | ------------------------------------------------- | ----------------- | --- | --- |
| 19 gennaio 2017   | Via Plinio, 20 45°28′41.96″N 9°12′50.27″E         |                   | QUI ABITAVA DANTE COEN NATO 1910 ARRESTATO 26.7.1944 DEPORTATO AUSCHWITZ ASSASSINATO 4.4.1945 BUCHENWALD            | Dante Coen (Ancona, 24 agosto 1910 - Buchenwald, 4 aprile 1945), figlio di Arrigo ed Ilde Portaleone, è uno dei loro quindici figli. Dante si trasferisce a Milano dove lavora come commerciante. Padre di 5 figli, sposta di continuo il domicilio per far perdere le tracce. Viene arrestato dalle SS la mattina del 26 luglio 1944 nella sua abitazione. Con lui in casa ci sono la moglie, Angiolina Giustacchini, la figlia minore di soli 30 giorni ed il fratellino di due anni; altri tre figli di poco più grandi si salvano perché nascosti ad Endine presso un collegio di sacerdoti. Portato prima all'Hotel Regina, sede milanese delle SS, rinchiuso poi a San Vittore, il 2 agosto 1944 è deportato con il convoglio n. 14 dal Binario 21 della stazione centrale di Milano. Sullo stesso treno è anche il fratello Umberto, arrestato in precedenza a Torino; non è noto se si incontrano. Quattro giorni dopo arriva ad Auschwitz, immatricolato con il n° 190841. Assassinato il 4 aprile 1945 nel campo di Buchenwald. Questa pietra d'inciampo venne imbrattata con vernice nera due giorni dopo la sua collocazione: il sabato successivo un corteo di solidarietà di oltre 5000 persone si snoda da Via Plinio sino al Binario 21. In data 25 gennaio 2018 ad Ancona in Via Astagno 18, davanti al luogo dove nacque, è stata posata un'altra Pietra d'Inciampo a sua memoria. |
| 19 gennaio 2017   | Via Spontini, 8 45°28′54.04″N 9°12′49.9″E         |                   | QUI ABITAVA GIUSEPPE LENZI NATO 1880 ARRESTATO 15.3.1944 DEPORTATO MAUTHAUSEN ASSASSINATO 21.11.1944 GUSEN          | Giuseppe Lenzi (Palaia, 23 dicembre 1880 - Gusen, 21 novembre 1944), figlio di Antonio e Chiara Cristofante. Lavora all'Ufficio Studi della società Edison S.p.A.. Antifascista, dopo l'8 settembre 1943 aderisce al Partito d'Azione. Entra nella Resistenza, diventando il più stretto collaboratore di Ferruccio Parri. Grazie al suo incarico di responsabile della Biblioteca può fare entrare e uscire, anche verso l'estero, in pacchi apparentemente contenenti libri, materiale sovversivo: stampa, corrispondenza, propaganda clandestina, anche armi. Il 15 marzo 1944 viene arrestato sul lavoro dalla polizia fascista, mentre Parri fortunosamente sfugge all'arresto. Portato all'Hotel Regina e da qui a San Vittore. Ripetutamente torturato non rivela né nomi dei compagni di lotta, né il rifugio segreto di Parri di cui è a conoscenza. Trasferito prima a Fossoli, poi deportato nel Reich a Mauthausen il 7 agosto 1944 con lo stesso trasporto di Gianfranco Maris. Immatricolato col numero 82395, successivamente trasferito a Gusen dove muore il 21 novembre 1944. |
| 20 gennaio 2018   | Via Stradella, 13 45°28′43.97″N 9°13′00.43″E      |                   | QUI ABITAVA ENZO CAPITANO NATO 1927 ARRESTATO 22.12.1944 DEPORTATO MAUTHAUSEN DECEDUTO 9.5.1945                     | Enzo Capitano (Milano, 26 gennaio 1927 - Mauthausen, 9 maggio 1945), primo di quattro fratelli. Allievo del Liceo Classico Carducci, aderisce al Fronte della Gioventù di Eugenio Curiel. Subisce le angherie della Brigata Muti sottoposto ad interrogatorio e violenze fisiche. Ciò nonostante intensifica il proprio attivismo antifascista fino all'arresto, in seguito a delazione, avvenuto il 22 dicembre 1944. Condotto a San Vittore, nel braccio gestito dalle SS. Deportato a Bolzano, quindi nel Reich con destinazione Flossenbürg, riesce a fuggire fortunosamente, con altri deportati saltando dal convoglio prima del Brennero, ma è catturato e nuovamente deportato con destinazione Mauthausen. Al momento della liberazione del campo si trova nell'infermeria dove si spegne il 9 maggio 1945 prostrato dalle sofferenze patite.. |
| 20 gennaio 2018   | Viale Lombardia. 65 45°29′13.3″N 9°13′25.01″E     |                   | QUI ABITAVA ANGELO FIOCCHI NATO 1911 ARRESTATO 2.3.1944 DEPORTATO MAUTHAUSEN ASSASSINATO 7.4.1945 EBENSEE           | Angelo Fiocchi (Milano, 15 ottobre 1911 - Ebensee, 7 aprile 1945), di famiglia operaia, primo di quattro fratelli. Sposa Pierina Conti. Si occupa come fattorino dell'azienda Alfa Romeo, dove lavora già la moglie ed una cugina. Tra gli organizzatori dello sciopero generale del 1 marzo 1944. Arrestato il 2 marzo 1944, detenuto prima a San Vittore e poi Fossoli. Deportato il 26 marzo 1944 ad Ebensee dove viene impiegato allo scavo di gallerie sotterranee per l'installazione di impianti industriali. Aassassinato il 7 aprile 1945, un mese prima della liberazione del campo. Questa pietra d'inciampo fu graffiata da vandali pochi giorni dopo la sua collocazione. |
| 24 gennaio 2019   | Via Lippi, 33 45°28′57.59″N 9°13′15.5″E           |                   | QUI ABITAVA EDGARDO FINZI NATO 1897 ARRESTATO 26.8.1944 DEPORTATO AUSCHWITZ DECEDUTO 23.5.1945                      | Edgardo Finzi (Milano, 22 giugno 1897 - Auschwitz, 23 maggio 1945), figlio di Carlo e Bice Ancona. Il padre fu il fondatore della casa d’Alta Moda “Maison Finzi” con sede in Via Manzoni: il figlio Edgardo ne prosegue l'attività per un breve periodo con i fratelli. Partecipa alla 1ª guerra mondiale. Sottovalutando la pericolosità delle leggi razziali continua a vivere a Milano con la moglie Luigia Croci ed il figlio. Il 26 agosto 1944 è prelevato da casa da militi fascisti, mentre il figlio Luciano, avvisato dal custode del palazzo di quanto stava succedendo, riesce a salvarsi. Edgardo è trasferito a San Vittore e successivamente a Bolzano dove riceve un paio di visite della moglie a cui poi continuerà a scrivere alcune lettere, le ultime delle quali saranno recapitate soltanto nel 1958. Il 24 ottobre 1944 è deportato ad Auschwitz: supera le selezioni iniziali e vede l'arrivo dell'Armata Rossa ma, gravemente malato, muore in ospedale il 23 maggio 1945 a quasi quattro mesi dopo la liberazione del lager. |
| 24 gennaio 2019   | Via Paisiello, 7 45°28′53.77″N 9°13′05.44″E       |                   | QUI ABITAVA JENIDE RUSSO NATA 1917 ARRESTATA 18.2.1944 DEPORTATA RAVENSBRÜCK DECEDUTA 26.4.1945 BERGEN-BELSEN       | Jenide Russo (Milano, 23 giugno 1917 - Bergen-Belsen, 26 aprile 1945), operaia, è una giovane donna che si avvicina alla Resistenza quando conosce Renato, partigiano nelle Brigate Garibaldi operanti in Valdossola. Nell'ottobre 1943 è staffetta partigiana incaricata del trasporto di armi, munizioni e materiale pericoloso. Al momento del suo arrestato stava trasportando in una borsa della nitroglicerina. Nel carcere di Monza è torturata ma non rivela nominativi dei compagni. Da Monza a San Vittore e, a fine aprile 1944, a Fossoli. Il 2 agosto è deportata nel Reich a Ravensbrück dove contrae il tifo. Trasferita a Bergen-Belsen, muore il 26 aprile 1945 poco dopo la liberazione del campo. |
| 15 gennaio 2020   | Via della Sila, 27 45°28′56.42″N 9°13′44.85″E     |                   | QUI ABITAVA EUGENIA CUZZERI CAMINADA NATA 1880 ARRESTATA 26.4.1944 DEPORTATA AUSCHWITZ DECEDUTA 31.3.1945           | Eugenia Cuzzeri Caminada (Verona, 9 settembre 1880 - Auschwitz, ???, 31 marzo 1945), figlia Cesare Gerolamo e Chiarina Marini. Coniugata con Antonio Caminada, ebbero 7 figli. A seguito dei bombardamenti sulla città, con i due figli minori si rifugia ad Intra. Ebrea, il 26 aprile 1944 è arrestata a Milano e deportata a Fossoli. Da qui ad Auschwitz in data 16 maggio 1944 con il “Trasporto 46” giunto a destinazione il 23 maggio 1944. Muore in luogo ignoto il 31 marzo 1945. |
| 15 gennaio 2020   | Via Malpighi, 4 45°28′27.77″N 9°12′25.63″E        |                   | QUI ABITAVA FRIEDA LEHMANN NATA 1914 ARRESTATA 1.12.1943 DEPORTATA AUSCHWITZ ASSASSINATA                            | Frieda Emilia Alisa Lehmann (Genova, 2 ottobre 1914 - Auschwitz, ???), figlia di Sigfried e Luisa Forti. Ad otto anni, con la sorella Isolde, resta orfana di madre. Il padre si trasferisce a Milano e lavora come ingegnere alla Breda. Nell'autunno 1943 cerca rifugio a Cernobbio nella villa di conoscenti, la famiglia Targetti, che dava assistenza a quanti progettavano la fuga in Svizzera. Sua intenzione raggiungere la Spagna con il fidanzato, ebreo di nazionalità spagnola. Il 1º dicembre 1943 sono arrestati entrambi e carcerati a Como. Il 4 gennaio 1944, Salvatore è rilasciato. Frieda è deportata a Fossoli nel gennaio 1944. Con il “Trasporto 27”, il 22 febbraio 1944 è deportata ad Auschwitz dove arriva il 26 febbraio. Probabilmente assassinata all'arrivo. |
| 15 gennaio 2020   | Via Marcello, 8 45°28′46.39″N 9°12′26.14″E        |                   | QUI ABITAVA ROBERTO LEPETIT NATO 1906 ARRESTATO 29.9.1944 DEPORTATO MAUTHAUSEN ASSASSINATO 4.5.1945 EBENSEE         | Roberto Lepetit (Lezza d’Erba, 19 agosto 1906 - Ebensee, 4 maggio 1945), figlio di Emilio e Bianca Moretti. All'età di tredici anni perde il padre. Non ancora ventenne deve abbandonare gli studi per affiancare lo zio nella conduzione dell'impresa di famiglia. Poco dopo anche lo zio viene a mancare e Roberto Lepetit a 22 anni si trova a dover dirigere un'importante realtà industriale lombarda. Nel 1929 sposa Hilda Semenza e la coppia avrà due figli, Emilio e Guido. Intanto, il gruppo industriale al quale è a capo,cresce sia in Italia che all'estero collocandosi tra le più importanti aziende italiane del settore. Nel 1930 è iscritto al PNF, ma solo per necessità professionali: in realtà non nasconde ad alcuno la sua avversità al regime. Dopo l'8 settembre 1943 si avvicina alla Resistenza apportandovi contrinuto operativo e deconomico. Sia la Polizia della Repubblica di Salò che la Polizia tedesca cominciano a controllarlo ed in seguito a delazione, il 29 settembre 1944 è arrestato in ufficio a Milano e condotto a San Vittore. Il 17 ottobre 1944 è deportato a Bolzano ed il 20 novembre con il “Trasporto 104” a Mauthausen, matr. 110300. Trasferito a Melk, quindi ad Ebensee. Muore il giorno prima della liberazione del campo. |
| 29 gennaio 2021   | Via Castel Morrone, 4 45°28′06.61″N 9°12′53.72″E  |                   | QUI ABITAVA VINCENZO AULISIO NATO 1904 ARRESTATO DIC. 1943 DEPORTATO MAUTHAUSEN ASSASSINATO 21.3.1945 ST. VALENTIN  | Vincenzo Maria Romano Aulisio (Ascoli Satriano, 21 marzo 1904 - Sankt Valentin, 21 marzo 1945), figlio di Davide e Maria Donata Ferragonio. Al Liceo Ginnasio di Caserta incontra il professor Ettore Croce (deputato nel 1919 col Partito Socialista e nel 1921 col P.C.d’I), a favore del quale partecipa alla campagna elettorale. Segue il suo professore a Roma, dove conosce Bianca Maria Wenzel che sposa nel 1926. Nasceranno tre figli. Schedato presso il Casellario Politico Centrale come comunista, è costretta all’esilio: Francia, poi Belgio e Lussemburgo. All’inizio degli anni trenta, rientra in Italia sotto la sorveglianza dell’OVRA; si stabilisce ad Ascoli Satriano, poi Urbino, infine Bari nel 1935 dove entra in contatto con gli antifascisti locali stingendo amicizia con Michele Cifarelli. Sul finire degli anni ’30 è a Milano, come correttore di bozze e pubblicista alla Mondadori. Richiamato alle armi, presto congedato, dopo l'armistizio entra a far parte della Resistenza armata e dal 28 settembre 1943 sarà comandante di una formazione della 140ª Brigata Garibaldi in Val Brembana. A fine dicembre 1943 è arrestato e rinchiuso a San Vittore, quindi trasferito al campo Fossoli da dove il 21 giugno 1944 è deportato a Mauthausen, matricola 76216. Trasferito a Großraming e successivamente a Sankt Valentin, dove muore il 21 marzo 1945.   |
| 29 gennaio 2021   | Via Castel Morrone, 12 45°28′12.98″N 9°12′53.92″E |                   | QUI ABITAVA GUIDO LEVI NATO 1882 ARRESTATO 23.9.1943 DEPORTATO AUSCHWITZ ASSASSINATO 11.12.1943                     | Guido Levi (Ancona, 9 settembre 1882 - Auschwitz, 11 dicembre 1943), figlio di Cesare ed Elvira Ascoli. Nel 1908 a Firenze sposa Olga Luigia Ascoli e si trasferiscono a Milano dove Guido è commerciante. Verso la fine del 1942 sono sfollati a Como. Ritenendosi al riparo da provvedimenti data l'età, rinunciano all'espatrio in Svizzera. Il 23 settembre 1943 vengono arrestati in casa, incarcerati a Como, poi Varese, infine a San Vittore a Milano. Deportati nel Reich, internati ad Auschwitz il 6 dicembre 1943. Assassinati all’arrivo. |
| 29 gennaio 2021   | Via Castel Morrone, 12 45°28′12.98″N 9°12′53.92″E |                   | QUI ABITAVA OLGA LUIGIA ASCOLI LEVI NATA 1877 ARRESTATA 23.9.1943 DEPORTATA AUSCHWITZ ASSASSINATA 11.12.1943        | Olga Luigia Ascoli Levi (Livorno, 7 novembre 1877 - Auschwitz, 11 dicembre 1943), figlia di Adolfo e Emilia Benadì. Moglie di Guido Levi , sposato a Firenze, dove la famiglia di Olga si era trasferita da tempo. Condividerà la medesima, tragica sventura del marito: verso la fine del 1942 sono sfollati a Como. Il 23 settembre 1943 vengono arrestati in casa, incarcerati a Como, poi Varese, infine a San Vittore a Milano. Deportati nel Reich, internati ad Auschwitz il 6 dicembre 1943. Assassinati all’arrivo. |
| 29 gennaio 2021   | Via Eustachi, 36 45°28′38.58″N 9°12′54.31″E       |                   | QUI ABITAVA MARIO LUZZATTO NATO 1912 ARRESTATO 21.4.1944 DEPORTATO AUSCHWITZ ASSASSINATO 16.9.1944                  | Mario Luzzatto (Mira, 11 agosto 1912 - Auschwitz, 16 settembre 1944), figlio di Cesare e Rosa Ancona. Dopo avere completato gli studi di ragioneria vive in Francia, poi a Milano dove conduce un laboratorio artigiano per affilatura utensili e lavorazioni meccaniche. Sposa Adele Pogutz, non ebbero figli. Arrestato il 21 aprile 1944, carcerato a San Vittore, Deportato ad Auschwitz il 2 agosto 1944, assassinato il 16 settembre 1944. |
| 29 gennaio 2021   | Via Inama, 24 45°28′21.16″N 9°14′02.61″E          |                   | QUI ABITAVA AQUILINO MANDELLI NATO 1908 ARRESTATO 18.10.1943 DEPORTATO MAUTHAUSEN ASSASSINATO 8.3.1945 GUSEN        | Aquilino Mandelli (Milano, 18 ottobre 1908 - Gusen, 8 marzo 1945), figlio di Natale Ambrogio e Anita Viltori. Meccanico alla Caproni di Taliedo, sposa Virginia Oddone dalla quale avrà un figlio. Schedato come antifascista è proposto per il confino: svolge azione di propaganda all’interno della fabbrica. Ė arrestato ad Olgiate Olona il 18 ottobre 1943 e carcerato a San Vittore a Milano dal quale riesce a far pervenire due lettere alla moglie, prima della deportazione nel Reich. Con il trasporto 25, partito da Torino il 18 febbraio 1944, è internato a Mauthausen, matricola 53418 il 21 febbraio 1944. Ttrasferito a Schwechat-Floridsdorf e poi Gusen, dove muore l'8 marzo 1945. |
| 29 gennaio 2021   | Via Paracelso, 5 45°28′50.15″N 9°13′00.05″E       |                   | QUI ABITAVA ANGELO FABELLO NATO 1897 ARRESTATO FEB 1945 DEPORTATO MAUTHAUSEN ASSASSINATO 24.3.1945                  | Angelo Fabello (Mantova, 2 aprile 1902 - Auschwitz, ???), figlio di Giacomo e Amabile D’Odorico. Sposa Amelia Rizzo, hanno due figli. La famiglia si trasferisce a Milano dove lavora come sarto. Nel 1939 è ad Udine. Dopo l’8 settembre 1943 entra nella Brigata Osoppo operante nel Friuli-Venezia Giulia; è arrestato dalla polizia fascista nel febbraio 1945 prelevato a casa a seguito di una delazione, deportato a Mauthausen con il trasporto 120 partito da Trieste tra il 2 ed il 4 febbraio 1945; matricola 126709, muore il 24 marzo 1945. |
| 14 aprile 2021    | Via Plinio, 70 45°28′28.7″N 9°13′19.06″E          |                   | QUI ABITAVA IGINIA FIORENTINO NATA 1872 ARRESTATA 3.12.1943 DEPORTATA AUSCHWITZ ASSASSINATO 6.2.1944                | Iginia Fiorentino (Livorno, 17 aprile 1872 - Auschwitz, 6 febbraio 1944), figlia di Alberto ed Amelia Choen. Insegnante di disegno a Sassari poi a Milano, esonerata dalla frofessione all'emanazione delle leggi razziali del 1938. Sfollata nel 1940 a Porto Ceresio presso un parente, con la sorella, il fratello e la di lui famiglia, è comunque arrestata ai primi di dicembre del 1943, liberata ma subito nuovamente incarcerata a San Vittore a cui segue, il 30 gennaio 1944, la deportazione nel Reich destinazione Auschwitz. Assassinata all'arrivo. |
| 1 marzo 2022      | Via Hayez, 19 45°28′30.66″N 9°12′59.65″E          |                   | QUI ABITAVA BEATRICE OTTOLENGHI NATA 1900 ARRESTATA 20.1.1944 DEPORTATA AUSCHWITZ ASSASSINATA                       | Beatrice Ottolenghi (Venezia, 6 settembre 1900 - Auschwitz, ???), figlia di Moisè e Ermenegilda Camerino. Con la madre e la sorella raggiunge il fratello avvocato a Milano, si prenderà cura della madre. In seguito ai bombardamenti su Milano la famiglia sfolla ad Erba. Sul finire del 1943, con l'intensificarsi delle persecuzioni razziali, il fratello raggiunge la Svizzera, la sorella fugge a Roma. Beatrice è fermata alla frontiera con la Svizzera dai finanzieri italiani ed arrestata il 22 gennaio. Carcerata a Como prima quindi trasferita a San Vittore. Da Milano al campo di Fossoli e da qui con il “Trasporto 37”, partito il 5 aprile 1944, deportata ad Auschwitz-Birkenau. Morirà in luogo ignoto dopo il dicembre 1944. |
| 1 marzo 2022      | Via Colombo, 64 45°28′31.89″N 9°13′38.26″E        |                   | QUI ABITAVA MARIO LUPERINI NATA 1920 ARRESTATO 16.3.1944 DEPORTATO MAUTHAUSEN ASSASSINATO 15.3.1945                 | Mario Luperini (Milano, 20 settembre 1920 - Mauthausen, 15 marzo 1945), figlio di Egisto e Acquilina Rigamonti. Diplomato in ragioneria, studente universitario, arrestato a Milano il 16 marzo 1944, è carcerato a San Vittore. Deportato Il 27 aprile 1944 a Fossoli, da qui a Bolzano e quindi nel Reich al campo di Mauthausen, matricola 82402, dove giunge il 7 agosto 1944 con il ”Trasporto 73”. Trasferito a Gusen, rientra a Mauthausen in infermeria dove muore il 15 marzo 1945. |
| 1 marzo 2022      | Viale Lombardia, 11 45°28′55.17″N 9°13′23.95″E    |                   | QUI ABITAVA DANTE SPALLANZANI NATO 1907 ARRESTATO 11.3.1944 DEPORTATO MAUTHAUSEN ASSASSINATO 31.1.1945 MELK         | Dante Spallanzani (Sampierdarena, 9 agosto 1907 - Melk, 31 gennaio 1945), dipendente della Caproni di Taliedo, di fede socialista, dopo l'8 settembre 1943 entra nelle file delle SAP. È arrestato il 12 marzo in quanto partecipante allo sciopero del 1º marzo 1944, rinchiuso nel carcere di San Vittore, trasferito alla Caserma Umberto I° di Bergamo, dal cui Binario 1 della locale stazione ferroviaria è deportato nel Reich: Mauthausen, Gusen, di nuovo Mauthausen e infine a Melk. Muore il 20 marzo 1944 assassinato con un’iniezione di benzina. |
| 20 gennaio 2023   | Via Monteverdi, 18 45°29′00.47″N 9°12′53.92″E     |                   | QUI ABITAVA ALFREDO VEZZANI NATO 1885 ARRESTATO 7.3.1944 DEPORTATO MAUTHAUSEN ASSASSINATO 24.4.1945                 | Alfredo Vezzani (Firenze, 16 gennaio 1885 - Mauthausen, 24 aprile 1945), figlio di Giovanni e Cesira Marchini, laureato in ingegneria meccanica, nel 1912 sposa Mary Radici. Risiede con la famiglia a Milano, lavora alla Breda V Sez. Aeronautica come direttore amministrativo. È inviato alla sede di Sesto San Giovanni proprio nel corso degli scioperi del marzo 1944, dove viene immediatamente arrestato accusato di “rifiutarsi di fare i nomi degli antifascisti coinvolti nel movimento clandestino di fabbrica e il tacito consenso alla condotta di questi”. Il 27 aprile, dal Binario 21 della Stazione Centrale è trasferito a Fossoli, quindi Bolzano, infine il 4 agosto è deportato a Mauthausen. La data del decesso, avvenuto nelle camere a gas, è stata convenzionalmente fissata per il giorno 24 aprile 1945. |
| 6 marzo 2023      | Via Vittorio Veneto, 4 45°28′32.14″N 9°12′13.36″E |                   | QUI ABITAVA ANTONIO PIAZZOLLA NATO 1908 ARRESTATO 21.8.1944 DEPORTATO DACHAU ASSASSINATO 23.3.1945 MÜHLDORF         | Antonio Piazzolla (San Ferdinando di Puglia, 13 marzo 1908 - Mühldorf, 24 aprile 1945), il padre commerciante prima dello scoppio della Grande Guerra, trasferisce la famiglia a Milano. Antonio, Tonino, esercita la professione di rappresentante porta-a-porta di biancheria per la casa. È arrestato nel corso di un rastrellameto il 21 agosto del 1944 e condotto a San Vittore. Da qui è trasferito a Bolzano e il 5 ottobre, con il trasporto n.90, insieme ad altri 500 prigionieri è deportato nel Reich destinazione Dachau. Viene registrato come politico e assegnato il triangolo rosso. Trasferito a Mühldorf, muore il 23 marzo 1945. |
| 6 marzo 2023      | Via Cambiasi, 3 45°29′24.05″N 9°13′50.02″E        |                   | QUI ABITAVA ALDO LEVI NATO 1912 ARRESTATO 26.11.1943 DEPORTATO AUSCHWITZ ASSASSINATO                                | Aldo Levi (Milano, 1 dicembre 1912 - Auschwitz, 20 gennaio 1945), figlio di Michele e Vittoria Pavia, Aldo viene arrestato il 26 novembre 1943 a Cernobbio, trasferito nel carcere di Como prima, San Vittore poi. Il 30 gennaio 1944, col trasporto n. 24, lo stesso di Liliana Segre, uno dei tanti Treni della morte partiti dal Binario 21 della Stazione Centrale è deportato a Auschwitz ed impiegato alla costruzione dello stabilimento chimico della Buna-Werke, nel campo di lavoro di Monowitz (dove si trovava anche Primo Levi). Muore ad Auschwitz il 20 gennaio del 1945. |
| 6 marzo 2023      | Via Vallisneri, 2 45°28′51.15″N 9°13′52.54″E      |                   | QUI ABITAVA REBECCA NAHUM BLUM NATA 1888 ARRESTATA 20.9.1944 DEPORTATA AUSCHWITZ ASSASSINATA                        | Rebecca Nahum Blum (Istanbul, 17 aprile 1888 - Auschwitz, ???), Rebecca sposa Samy Blum, avrà una figlia: Enrichetta Blum. Originaria della Turchia, madre e figlia sono arrestate a Milano il 20 settembre 1944, portate a San Vittore quindi Bolzano, da dove, il 24 ottobre 1944 (trasporto n.96, primo convoglio partito da Bolzano dopo lo smantellamento di Fossoli) sono deportate nel Reich destinate al campo di sterminio di Auschwitz. Rebecca muore nel campo in data ignota. la figlia Enrichetta è inviata a Bergen-Belsen, sconosciuta la data della morte. |
| 6 marzo 2023      | Via Vallisneri, 2 45°28′51.15″N 9°13′52.54″E      |                   | QUI ABITAVA ENRICHETTA BLUM NATA 1911 ARRESTATA 20.9.1944 DEPORTATA AUSCHWITZ ASSASSINATA                           | Enrichetta Blum (Istambul, 27 dicembre 1911 - Bergen-Belsen, ???), figlia di Samy Blum, e rebecca Nahum, originaria della Turchia, con la madre è arrestata a Milano il 20 settembre 1944, portate a San Vittore quindi Bolzano, da dove, il 24 ottobre 1944 (trasporto n.96, primo convoglio partito da Bolzano dopo lo smantellamento di Fossoli) sono deportate nel Reich destinate al campo di sterminio di Auschwitz. La madre muore nel campo in data ignota. Enrichetta è inviata a Bergen-Belsen, sconosciuta la data della sua morte. |
| 6 marzo 2023      | Viale Piave, 42 45°28′24.65″N 9°12′24.23″E        |                   | QUI ABITAVA NISSIM HAZAN NATO 1899 ARRESTATO 8.11.1943 DEPORTATO AUSCHWITZ ASSASSINATO                              | Nissim Hazan (Cimin, ??? 1889 - Auschwitz, ???), la famiglia Hazan è originaria della Bulgaria, ma anche con cittadinanza italiana acquisita al termine della Grande Guerra. Nissim gestisce a Sofia, insieme al fratello Salomon, un’importante esportazione di prodotti agricoli. Nel 1943, ritenuta poco sicura la terra d'origine, Nissim segue i genitori in Italia con l'intento di riparare in Svizzera, il fratello invece, con la sua famiglia, ripara in Palestina, all'epoca sotto mandato britannico. Le sorelle di Nissim e Salomon, Bella e Zelma, restano in Bulgaria e così si salvano, verranno in Italia solo nel dopoguerra. Nissim con la moglie e le due figlie giunge a Milano, i genitori raggiungono la Svizzera. L’8 novembre 1943 un gruppo di nazisti in borghese, irrompe negli uffici della Comunità Ebraica di Milano e arresta una quindicina di persone, tra le quali Nissim. Portato a San Vittore col resto della sua famiglia: la moglie Carolina Americano, le figlie Ginette e Colette, sarà deportato con loro il 6 dicembre con destinazione Auschwitz, dove arrivano l’11 dicembre. Non si conoscono le date della loro morte. |
| 6 marzo 2023      | Viale Piave, 42 45°28′24.65″N 9°12′24.23″E        |                   | QUI ABITAVA CAROLINA AMERICANO HAZAN NATA 1910 ARRESTATA 8.11.1943 DEPORTATA AUSCHWITZ ASSASSINATA                  | Carolina Americano Hazan (Plovdiv, 31 luglio 1910 - Auschwitz, ???), moglie di Nissam Hazan, madre di Ginette Hazan e Colette Hazan. Condivide il destino tragico del marito e delle figlie. Arrestata a Milano l'8 novembre 1943, è deportata ad Auschwitz il 6 dicembre. Nulla si sa del suo destino. |
| 6 marzo 2023      | Viale Piave, 42 45°28′24.65″N 9°12′24.23″E        |                   | QUI ABITAVA GINETTE HAZAN NATA 1931 ARRESTATA 8.11.1943 DEPORTATA AUSCHWITZ ASSASSINATA 11.12.1943                  | Ginette Hazan (Plovdiv, 9 settembre 1931 - Auschwitz, 11 dicembre 1943), figlia di Nissam Hazam e Carolina Americano, sorella di Colette Hazan. Condivide il tragico destino della sua famiglia: deportata ad Auschwitz il 6 dicembre 1943, non sopravvive alla Shoah. |
| 6 marzo 2023      | Viale Piave, 42 45°28′24.65″N 9°12′24.23″E        |                   | QUI ABITAVA COLETTE HAZAN NATA 1934 ARRESTATA 8.11.1943 DEPORTATA AUSCHWITZ ASSASSINATA 11.12.1943                  | Colette Hazan (Sofia, 3 maggio 1934 - Auschwitz, 11 dicembre 1943), figlia di Nissam Hazam e Carolina Americano, sorella di Ginette Hazan. Condivide il tragico destino della sua famiglia: deportata ad Auschwitz il 6 dicembre 1943, non sopravvive alla Shoah. |
| 25 gennaio 2024   | Via Maiocchi, 26 45°28′34.44″N 9°12′57.92″E       |                   | QUI ABITAVA LEA ELISA LANDAU NATA 1886 ARRESTATA DEPORTATA AUSCHWITZ ASSASSINATA                                    | Lea Elisa Landau (Odessa, 19 marzo 1886 - Auschwitz, ???), figlia di Isacco e Clara Laziowitt, in Italia dal 1902 al seguito di una ballerina russa che a differenza di Lea rientrò in patria allo scoppio del secondo conflitto mondiale. La sua data di nascita è incerta in quanto nel censimento panrusso del 1897 di Odessa è registrata con la sua famiglia con l'età di 18 anni e nata a Zatomir, quindi la data di nascita dovrebbe essere il 1879 mentre nella registrazione nel Comune di Milano la data di nascita è il 1886. Lea si stabilisce a Milano come cantante lirica. Canta come soprano in numerosi teatri lirici dal 1903 al 1922. In Valtellina dove era sfollata apprende della requisizione dei beni milanesi posseduti e, rincasata è arrestata, internata a Fossoli quindi deportata ad Auschwitz. Non sopravvive alla Shoah. |
| 7 marzo 2024      | Via Cambiasi, 3 45°29′11.96″N 9°13′59.92″E        |                   | QUI ABITAVA BIANCA FOA' NATA 1905 ARRESTATA 26.11.1943 DEPORTATA AUSCHWITZ ASSASSINATA 30.9.1944                    | Bianca Foa' (Milano, 3 novembre 1905 - Auschwitz, 30 settembre 1944), figlia di Guido e Ida Levi. Col marito fallisce l'espatrio in Svizzera ed è arrestata a Cernobbio condotta in carcere prima a Como quindi a San Vittore. I coniugi sono poi deportati nel Reich col trasporto partito dal Binario 21 della stazione centrale di Milano il 30 gennaio 1944, con destinazione Auschwitz. Bianca muore nel campo il 30 settembre 1944. |
| 7 marzo 2024      | Via Carpi, 3 45°28′34.44″N 9°12′57.92″E           |                   | QUI ABITAVA ANACLETO MORANDI NATO 1909 ARRESTATO 4.3.1944 DEPORTATO MAUTHAUSEN ASSASSINATO 27.1.1945 EBENSEE        | Anacleto Morandi (Milano, 9 gennaio 1909 - Ebensee, 27 gennaio 1945), antifascista, iscritto al PCd'I, figlio di Angelo e Maria Ferioli, un diploma di Geometra ma non esercita: collabora all'attività commerciale dei genitori. Sportivo, appassionato ciclista e calciatore dilettante, sposa nel 1934 Giulia Pallini che gli darà due figlie. In seguito ai rastrellamenti successivi allo sciopero dei primi di marzo del 1944 è arestato la notte del 4 marzo, carcerato a San Vittore e nell'arco di alcuni giorni, dopo il passaggio a Fossoli è deportato a Mauthausen giungendovi l'11 marzo, internato come "Schutz" – (Schutzhäftlinge), politico. Trasferito quindi a Ebensee dove muore il 27 gennaio 1945. Ai familiari nel 1942 l'allora sindaco Aldo Aniasi consegnò una medaglia d'oro ed una pergamena con la scritta Anacleto Morandi martire della libertà. |
| 7 marzo 2024      | Via Fucini, 5 45°28′42.04″N 9°13′22.97″E          |                   | QUI ABITAVA GRETE WEISSENSTEIN DE FRANCESCO NATA 1893 ARRESTATA OTT. 1943 DEPORTATA RAVENBRÜCK ASSASSINATA 1.2.1945 | Margarethe Weissenstein De Francesco (Vienna, 5 novembre 1893 - Ravensbrück, 1º febbraio 1945), figlia di Emanuel e Else Kuffler, famiglia borghese benestante. Nel 1916 sposa Giulio De Francesco, ingegnere di Rovereto e tenente dei Kaiserjäger tirolesi, conosciuto nel sanatorio dove Margarethe Grete presta servizio come crocerossina. Si stabiliscono a Vienna quindi in Germania dove diventa la prima donna laureata alla "Deutsche Hochschule für Politik” con una tesi sul fascismo italiano. Dopo la presa del potere nazista e un peregrinare in varie capitali europee si stabiliscono a Milano dove nel 1937 pubblica “Il potere del ciarlatano”, il suo testo più importante che avrà eco molto positiva negli ambienti dell’emigrazione antinazista. È arrestata, probabilmente in seguito a delazione, nell'ottobre 1944, dopo il passaggio nel campo di Bolzano, il 14 dicembre è deportata nel Reich destinata a Ravensbrück. Nulla più si sa di lei. Una pietra in suo ricordo è stata posata il 14 luglio 2015 a Salisburgo in Franz-Josef-Straße 11. |
| 14 novembre 2024  | Via Pergolesi, 1 45°29′00.1″N 9°12′48.39″E        |                   | QUI ABITAVA PIETRO MORMINO NATO 1907 ARRESTATO INTERNATO FOSSOLI ASSASSINATO 12.7.1944 CIBENO DI CARPI              | Pietro Mormino (Palermo, ??? 1907 - Poligono di tiro di Cibeno, Carpi, 12 luglio 1944), residente a Milano, coniugato, un figlio. Narratore di buon livello, 42 le sue pubblicazioni, principalmente polizieschi, ma anche per l'infanzia e finanche un manuale di ballo. Nessuna informazione riguardo alle motivazioni del suo arresto. Nel gennaio 1944 è a San Vittore ed infine il 27 aprile inviato a Fossoli, dove è fucilato il 12 luglio 1944, insieme ad altri 66 martiri, in quello che conosciamo come "eccidio di Cibeno". |
| 14 novembre 2024  | Via Aselli, 28 45°28′19.14″N 9°13′49.08″E         |                   | QUI ABITAVA BRENNO CAVALLARI NATO 1893 ARRESTATO 16.3.1944 INTERNATO FOSSOLI ASSASSINATO 12.7.1944 CIBENO DI CARPI  | Brenno Cavallari (Monteverde, 12 agosto 1893 - Poligono di tiro di Cibeno, Carpi, 12 luglio 1944), antifascista, coniugato, un figlio. Trasferitosi adolescente a Milano da Avellino, professa da subito sentimenti socialiti. Congedato dalla Grande Guerra ricopre incarichi di amministratore comunale a Magenta da cui dovrà dimettersi nel 1924 a seguito delle minacce delle squadracce fasciste. Uomo del Partito d'Azione è arrestato nel marzo 1944 a Milano e portato a a San Vittore da dove il 27 aprile è inviato a Fossoli, dove è fucilato il 12 luglio 1944, insieme ad altri 66 martiri, in quello che conosciamo come "eccidio di Cibeno". Alcune testimonianze riferiscono che alla fucilazione fosse stato portato in barella dall'infermeria del campo dove era ricoverato. |
| 14 novembre 2024  | Via Menotti, 31 45°28′19.83″N 9°12′47.1″E         |                   | QUI ABITAVA ANTONIO INGEME NATO 1916 ARRESTATO INTERNATO FOSSOLI ASSASSINATO 12.7.1944 CIBENO DI CARPI              | Antonio Ingeme (Il Cairo, 25 marzo 1916 - Poligono di tiro di Cibeno, Carpi, 12 luglio 1944), antifascista, residente a Milano, celibe. Dall'armistizio dell'8 settembre 1943 si prodiga nel sostegno ai perseguitati politici ed ebrei fornendo loro documenti d'identità per il passaggio del confine svizzero. Arrestato su delazone per attività antifascista, il 24 marzo 1944 è portato a San Vittore da dove il 27 aprile è inviato a Fossoli, dove è fucilato il 12 luglio 1944, insieme ad altri 66 martiri, in quello che conosciamo come "eccidio di Cibeno". |
| 23 gennaio 2025   | Via Donatello, 26a 45°28′48.66″N 9°13′13.42″E     |                   | QUI ABITAVA ALDO LEVI NATO 1898 ARRESTATO 4.12.1943 DEPORTATO AUSCHWITZ ASSASSINATO 28.2.1944                       | Aldo Levi (Milano, 16 marzo 1898 - Auschwitz, 28 febbraio 1944), figlio di Samuele e Benvenuta Levi, coniugato con Elena Viterbo, genitore di Italo Gustavo e Elena Amalia Levi. Ingegnere, aresstato insieme ai famigliari a Como mentre tentavano di rifugiarsi in Svizzera, con loro internato a Fossoli prima della deportazione nel Reich con destinazione Auschwitz, numero di matricola 174518. Assassinato il 28 febbraio 1944. |
| 23 gennaio 2025   | Via Donatello, 26a 45°28′48.66″N 9°13′13.42″E     |                   | QUI ABITAVA ELENA VITERBO LEVI NATA 1900 ARRESTATA 4.12.1943 DEPORTATA AUSCHWITZ ASSASSINATA                        | Elena Viterbo Levi (Torino, 20 agosto 1900 - Auschwitz, ???), figlia di Gustavo e Amalia Levi, coniugata con Aldo Levi, madre di Italo Gustavo e Elena Amalia Levi. Condivide il tragico destino del coniuge e dei figli. Non sopravvive alla Shoah. |
| 23 gennaio 2025   | Via Donatello, 26a 45°28′48.66″N 9°13′13.42″E     |                   | QUI ABITAVA ITALO GUSTAVO LEVI NATO 1931 ARRESTATO 4.12.1943 DEPORTATO AUSCHWITZ ASSASSINATO 26.2.1944              | Italo Gustavo Levi (Torino, 4 novembre 1931 - Auschwitz, 26 febbraio 1944), figlio di Aldo e Elena Viterbo, fratello di Emilia Amalia Levi. Condivide il tragico destino dei famifliari. Assassinato al suo arrivo al campo di Auschwitz il 26 febbraio 1944. |
| 23 gennaio 2025   | Via Donatello, 26a 45°28′48.66″N 9°13′13.42″E     |                   | QUI ABITAVA EMILIA AMALIA LEVI NATA 1938 ARRESTATA 4.12.1943 DEPORTATA AUSCHWITZ ASSASSINATA 26.2.1944              | Emilia Amalia Levi (Milano, 3 dicembre 1938 - Auschwitz, 26 febbraio 1944), figlia di Aldo e Elena Viterbo, sorella di Italo Gustavo Levi. Condivide il tragico destino dei famifliari. Assassinata al suo arrivo al campo di Auschwitz il 26 febbraio 1944. |

### Municipio 4
Il Municipio 4 di Milano accoglie ufficialmente 32 pietre d'inciampo.
| Pietra d'inciampo | Pietra d'inciampo                                   | Pietra d'inciampo | Pietra d'inciampo | Note biografiche |
| Data di posa      | Luogo di posa                                       | Stolpersteine     | Incisione | Note biografiche |
| ----------------- | --------------------------------------------------- | ----------------- | --- | --- |
| 19 gennaio 2018   | Via Bezzecca, 1 45°27′39.11″N 9°12′41.27″E          |                   | QUI ABITAVA EMMA BOVI NATA 1888 ARRESTATA 15.3.1944 DEPORTATA RAVENSBRÜCK ASSASSINATA 25.3.1945 FÜRSTENBERG                | Emma Bovi (Milano, 27 aprile 1888 - Fürstenberg, 25 marzo 1945), Sposò Paolo Farina. Rimasta vedova si risposò nel 1921 con Enrico Pizzutti. Causa sue frequentazione antifasciste è arrestata il 15 marzo 1944, condotta a San Vittore, Carcere di San Vittore, su mi4345.it. URL consultato il 30 giugno 2023. nel braccio gestito dalle SS. Trasferita a Fossoli, poi Verona, infine deportata, con il trasporto n. 70, il 2 agosto 1944 a Ravensbrück. Immatricolata con il numero 49570 è inviata al vicino sottocampo di Fürstenberg. Assassinata il 25 marzo 1945, pochi giorni prima della liberazione del campo ad opera degli uomini dell'Armata Rossa. |
| 19 gennaio 2018   | Viale Piceno, 33 45°27′53.02″N 9°13′00.9″E          |                   | QUI ABITAVA RAFFAELE GILARDINO NATO 1917 ARRESTATO 2.8.1944 DEPORTATO DACHAU ASSASSINATO 1.2.1945 OHRDRUF                  | Raffaele Gilardino (Roma, 21 aprile 1917 - Ohrdruf, 1 febbraio 1945), la sua famiglia si trasferisce a Milano nel 1932. Avvocato, sposa Ketti née Mariani. Causa bombardamenti su Milano, sfolla a Oleggio dove nasce l'unico figlio. Antifascista di formazione liberale, immediatamente dopo l'armistizio entra nella Resistenza tra le file della formazione capeggiata dall'avvocato Luciano Elmo, responsabile militare del PlI clandestino, dal quale riceve il compito di procurare armi ed equipaggiamenti alle formazioni partigiane del Piemonte e organizzare atti di sabotaggio. È arrestato il 2 agosto 1944 e portato a San Vittore, Milano; in seguito a Bolzano, quindi deportato a Dachau il 5 ottobre 1944. Poi Buchenwald. Muore ad Ohrdruf il 1 febbraio 1945. |
| 19 gennaio 2018   | Via Marcona, 34 45°27′49.95″N 9°12′50.77″E          |                   | QUI ABITAVA GIUSEPPE MALAGODI NATO 1894 ARRESTATO 10.12.1943 DEPORTATO MAUTHAUSEN ASSASSINATO 29.3.1945 GUSEN              | Giuseppe Malagodi (Cento, 17 ottobre 1894 - Gusen, 13 agosto 1944), Volontario nella prima guerra mondiale, insignito con la Croce di Guerra. Di fede repubblicana svolge intensa attività politica e sindacale tra Rimini, Cesena e Fabriano. Sposa Lucia Morri che gli darà due figlie. Trasferitosi a Milano si impiega alla Mondadori e al Corriere della Sera. Antifascista, prosegue l'attività politica. Dopo l'armistizio aderisce al Partito d'Azione. Arrestato il 10 dicembre 1943 è condotto a San Vittore, nel braccio gestito dalle SS, quindi trasferito prima a Fossoli poi Bolzano. Ai primi di agosto del 1944 è deportato nel Reich e internato a Mauthausen, matricola 82407. Trasferito a Gusen il 13 agosto 1944 dove muore il 29 marzo 1945. |
| 19 gennaio 2018   | Via dei Cinquecento, 20 45°26′07.44″N 9°13′14.31″E  |                   | QUI ABITAVA AUGUSTO SILLA FABBRI NATO 1905 ARRESTATO 11.3.1944 DEPORTATO MAUTHAUSEN DECEDUTO 10.5.1945 GUSEN               | Augusto Silla Fabbri (Copparo, 28 settembre 1905 - Gusen, 10 maggio 1945), operaio meccanico alle Officine Aeronautiche Caproni di Taliedo. Sposato con Luigia Riazzoli. È antifascista ed attivo nel movimento clandestino. Organizzatore dello sciopero del marzo 1944, viene arrestato, deportato nel Reich, internato a Mauthausen il 20 marzo 1944, immatricolato 58847. Inizia il tragico, disperante peregrinare tra i campi di concentramento nazisti: Gusen, poi Floridsdorf, quindi Auschwitz, di nuovo Mauthausen per terminare la propria esistenza a Gusen, dove muore di stenti il 10 maggio 1945 a liberazione campo avvenuta. |
| 24 gennaio 2019   | Via Bronzetti, 33 45°27′51.82″N 9°12′53.47″E        |                   | QUI ABITAVA GIULIA FORTI BASEVI NATA 1884 ARRESTATA 5.12.1943 DEPORTATA AUSCHWITZ ASSASSINATA                              | Enrichetta Anna Rebecca Forti (Verona, 10 novembre 1884 - Auschwitz, ???), figlia di Leopoldo ed Emilia Basevi. In prime nozze, nel 1907, sposa un cugino, Licinio Basevi, con il quale ha cinque figli. il marito, volontario nella 1ª guerra mondiale, muore di febbre spagnola nel 1919. Appassionata di musica lirica (voce da mezzosoprano), fa parte del coro della sinagoga di Verona. Prosegue l'attività del marito (importazione di generi coloniali), ma dopo qualche anno si trasferisce a Milano, dove lavora come sarta. Nel 1943, a causa dei bombardamenti su Milano, sfolla ad Ospedaletto Lodigiano. Dopo pochi mesi, insieme ai figli Emilio e Wally cerca rifugio, senza fortuna, in Svizzera; dopo un ulteriore tentativo fallito viene arrestata sul treno che la riporta verso Varese, è il 5 dicembre 1943. È in carcere prima a Varese e poi a S. Vittore, da cui è deportata ad Auschwitz. È ignota la data di morte. |
| 25 gennaio 2019   | Via Mompiani, 10 45°26′15.41″N 9°13′23.91″E         |                   | QUI ABITAVA EGIDIO BERTAZZONI NATO 1894 ARRESTATO 1.3.1944 DEPORTATO MAUTHAUSEN ASSASSINATO 24.8.1944 CASTELLO DI HARTHEIM | Egidio Bertazzoni (Milano, 3 settembre 1894 - Castello di Hartheim, 24 agosto 1944), Durante la 1ª guerra mondiale gli viene conferita la Croce al Merito di guerra. È insegnante di lettere presso la Società Umanitaria di Milano ininterrottamente dal 1922 al 1943, quando ne viene allontanato perché non iscritto al PNF. Antifascista da sempre, dopo l'armistizio entra a far parte delle S.A.P.. Arrestato dalla Legione Muti la notte del 14 gennaio 1944, è interrogato, torturato e quindi incarcerato a San Vittore. Rilasciato il 25 febbraio, il 1º marzo è nuovamente fermato dalla Guardia Nazionale Repubblicana (G.N.R.) e, pochi giorni dopo, il 4 marzo 1944 deportato a Mauthausen. Si ammala e viene trasferito al campo sanitario. Giudicato inabile al lavoro, viene ucciso il 24 agosto 1944 nel Castello di Hartheim, uno dei sei centri di sterminio dell'Aktion T4: programma di «eutanasia» nazista. |
| 31 gennaio 2019   | Via Giurati, 16 45°27′48.64″N 9°13′23.33″E          |                   | QUI ABITAVA RAFFAELLO GIOLLI NATO 1889 ARRESTATO 14.9.1944 DEPORTATO MAUTHAUSEN ASSASSINATO 5.1.1945 GUSEN                 | Raffaello Giolli (Alessandria, 4 aprile 1889 - Gusen, 5 gennaio 1945), di formazione cattolica, appassionato sin da ragazzo di storia dell'arte, si iscrive all'Università di Pisa, conseguendo poi la laurea a Bologna. Fervente interventista, non riesce però a concretizzare il proposito di partire per il fronte. La sua vita è dedicata all'arte. Nel 1920 sposa la pittrice Rosa Menni, da cui avrà tre figli. Dal 1925 insegna storia dell'arte nei vari licei statali milanesi fin quando non ne viene allontanato perché rifiuta il giuramento fascista. Nel luglio del 1940 viene arrestato dall'OVRA ed internato con il figlio Paolo a Istonio Marittimo in Abruzzo. Rientrato a Milano, collabora con varie riviste e, con il nome di “Giusto” a numerosi giornali clandestini. Nel settembre 1944 è arrestato, con la moglie e il figlio, dai militi della legione Muti, torturato, trasferito nel carcere di San Vittore. Deportato a Mauthausen muore al campo Gusen 2 nella notte tra il 5 e il 6 gennaio 1945.. |
| 31 gennaio 2019   | Via Giurati, 17 45°27′48.64″N 9°13′23.33″E          |                   | QUI ABITAVA FRANCESCO MOSCHETTINI NATO 1914 ARRESTATO 21.9.1944 DEPORTATO MAUTHAUSEN ASSASSINATO 24.1.1945 GUSEN           | Francesco Moschettini (Ginosa, 21 novembre 1914 - Gusen, 24 gennaio 1945), laureato in Ingegneria Elettrotecnica al Politecnico di Milano, dal 1º agosto 1937 all'8 settembre 1943 è arruolato in Marina con il grado di Sottotenente di vascello. L'armistizio lo coglie a Pola: per non aderire alla Repubblica di Salò chiede di essere assunto nel locale corpo dei Vigili del fuoco. Su sua domanda il 7 marzo 1944 è trasferito al Comando Provinciale di Milano dove entra nelle file della Resistenza. Collabora con Enzo Boeri, responsabile del servizio informazioni partigiano. Una radio trasmittente viene installata all'interno del Politecnico e l'antenna piazzata sulla ciminiera utilizzando le autoscale del Corpo. È arrestato a seguito di una delazione il 21 settembre 1944: consegnato alle SS è incarcerato a Monza e da qui a Bolzano. Il 21 novembre 1944 è a Mauthausen. Muore a Gusen il 24 gennaio 1945.. |
| 31 gennaio 2019   | Piazzale Cuoco, 7 45°27′05.02″N 9°13′25.56″E        |                   | QUI ABITAVA FRANCO ROVIDA NATO 1903 ARRESTATO 9.5.1944 DEPORTATO MAUTHAUSEN ASSASSINATO 21.2.1945 MELK                     | Franco Rovida (Milano, 22 settembre 1903 - Melk, 21 febbraio 1945), figlio di Antonio e Maria Luigia Rognoni. Educatore cattolico in oratorio, già nel primo dopoguerra aderisce al movimento di “Avanguardia Cattolica”. Avvia una tipografia in Viale Campania 17. Nel 1937 sposa Antonietta Guzzeloni, vedova con una figlia, e a loro volta hanno una figlia. Da sempre oppositore del regime fascista, nel 1944 accetta di stampare un giornale clandestino, “Il Ribelle”, dopo che i redattori, Teresio Olivelli, Carlo Bianchi, Claudio Sartori, Enzo e Rolando Petrini, don Giovanni Barbareschi, hanno dovuto lasciare la tipografia originale di Brescia. Viene arrestato il 9 maggio 1944 e tradotto a San Vittore. Un mese dopo, il 9 giugno, viene trasferito al campo di Fossoli, dove viene impiegato come tipografo probabilmente con gli stessi suoi macchinari, sequestratigli a Milano. Segue trasferimento a Bolzano, ancora con mansioni di tipografo. Il 14 dicembre 1944 è deportato a Mauthausen. Muore a Melk il 21 febbraio 1945. |
| 31 gennaio 2019   | Viale Corsica, 43 45°27′44.91″N 9°13′47.38″E        |                   | QUI ABITAVA EZIO SETTI NATO 1887 ARRESTATO 11.3.1944 DEPORTATO MAUTHAUSEN ASSASSINATO 11.9.1944                            | Ezio Setti (Marco, 18 ottobre 1897 - Mauthausen, 11 settembre 1944), figlio di Sebastiano e Maria Aste, entrambi di sentimenti irredentisti. Allo scoppio della 1ª guerra mondiale, il paese natio viene a trovarsi sulla linea del fronte e deve essere evacuato. La famiglia Setti rifiuta di venire sfollata in Boemia e sceglie l'esilio in Italia, a Bergamo. Ritornato a Marco nel 1919 ne diventa sindaco gestendo la ricostruzione del paese. Sposa Veronica Vaccari ed hanno quattro figli. Socialista, con l'avvento del fascismo si trasferisce a Milano con la famiglia. Assunto alla Caproni di Taliedo come controllore meccanico, è più volte diffidato dalla polizia fascista. Subito dopo l'8 settembre 1943 è attivo nella Resistenza; partecipa allo sciopero generale del 1º marzo 1944. Come altri operai della Caproni, l'11 marzo 1944 è arrestato dai militi della Repubblica Sociale Italiana; dopo un breve passaggio a San Vittore, è inviato alla Caserma Umberto I° di Bergamo. Da qui è deportato a Mauthausen dove arriva il 20 marzo 1944. Da Mauthausen a Wien-Schwechat,, quindi Gusen e infine ancora a Mauthausen dove muore l'11 settembre 1944.                                                                                     |
| 31 gennaio 2019   | Viale Cirene. 5 45°27′13.05″N 9°12′45.35″E          |                   | QUI ABITAVA PIERO SONNINO NATO 1900 ARRESTATO 25.12.1943 DEPORTATO AUSCHWITZ ASSASSINATO 20.1.1945                         | Piero Sonnino (Ancona, 12 ottobre 1894 - ???, 20 gennaio 1945), figlio di Alfredo e Margherita Coen. Laureato alla facoltà di Scienze Economiche e Commerciali dell'Università Ca’ Foscari di Venezia, alla morte del padre, insieme ai fratelli minori, Bruno e Renzo, prosegue nell'attività industriale - commerciale nel settore tessile. Con l'inizio della guerra ed i primi bombardamenti lo stabilimento è distrutto. Acquisiscono lo stabilimento Cotonificio Cantoni di Besozzo (VA) che verrà poi sottoposto a sequestro da parte della R.S.I. nel gennaio 1944. Il 12 dicembre 1930 sposa Natalina Bresner, dal matrimonio nasceranno 4 figli. A fine 1943, con la moglie in stato di gravidanza e tre figli, tenta la fuga in Svizzera; una delazione provoca il loro arresto a Pino Lago Maggiore (VA). La moglie con i tre figli riesce fortunosamente ad evadere ed a raggiungere la Svizzera, dove nasce l'ultima figlia che Piero non conoscerà mai. Dal carcere di Varese è trasferito a Fossoli e deportato ad Auschwitz il 5 aprile 1944. Nel gennaio 1945 il campo di Auschwitz deve essere evacuato per l'avvicinarsi delle truppe sovietiche e i detenuti sono avviati alle marce della morte. Muore durante la marcia verso Buchenwald.          |
| 15 gennaio 2020   | Via Botta, 27 45°27′12.81″N 9°12′16.64″E            |                   | QUI ABITAVA PIO FOA' NATO 1894 ARRESTATO 31.10.1943 DEPORTATO AUSCHWITZ ASSASSINATO 15.12.1943                             | Pio Foà (Milano, 6 giugno 1894 - Auschwitz, 15 dicembre 1943), quinto dei sei figli di Enrico e Giulia Rossi. Nel 1915 è volontario del Regio Esercito Italiano. Fatto prigioniero dagli austriaci, è internato nel campo di Mauthausen. Dopo la Grande Guerra si laurea in Lettere e Filosofia e dal 1923 è docente presso il Liceo Berchet. Nello stesso anno si sposa con Michelina Biancotti: dal matrimonio nascono tre figli. Non accettando di iscriversi al PNF, nel 1936 è trasferito a Varese e successivamente, a seguito delle leggi razziali del 1938, è espulso dalle scuole del Regno. Allo stesso modo le figlie debbono lasciare il Liceo Berchet. Il professor Foà prosegue l'insegnamento presso la scuola ebraica di Via Eupili. A febbraio 1942 rimane vedovo. Dopo l'8 settembre 1943 progetta l'espatrio verso la Svizzera con i tre figli. Solo la figlia maggiore Anna riesce a raggiungere la libertà. Con i figli Enrica e Giorgio, è fermato a Monte Olimpino, in prossimità del confine il 31 ottobre 1943. Detenuti a Milano, il 6 dicembre 1943 sono deportati dal Binario 21 con il “Trasporto 12” ad Auschwitz, dove saranno assassinati subito dopo l'arrivo.                                                                           |
| 15 gennaio 2020   | Via Botta, 27 45°27′12.81″N 9°12′16.64″E            |                   | QUI ABITAVA ENRICA FOA' NATA 1927 ARRESTATA 31.10.1943 DEPORTATA AUSCHWITZ ASSASSINATA 11.12.1943                          | Enrica Foà (Milano, ??? 1927 - Auschwitz, 15 dicembre 1943), figlia di Pio Foà e Michelina Biancotti. Segue il tragico destino del padre e del fratello Giorgio: fermati a Monte Olimpino in prossimità del confine con la Svizzera il 31 ottobre 1943. Detenuti per oltre un mese a Milano, il 6 dicembre 1943 sono deportati dal Binario 21 con il “Trasporto 12” ad Auschwitz, dove saranno assassinati subito dopo l'arrivo. |
| 15 gennaio 2020   | Via Botta, 27 45°27′12.81″N 9°12′16.64″E            |                   | QUI ABITAVA GIORGIO FOA' NATO 1932 ARRESTATO 31.10.1943 DEPORTATO AUSCHWITZ ASSASSINATO 11.12.1943                         | Giorgio Foà (Milano, ??? 1932 - Auschwitz, 15 dicembre 1943), figlio di Pio Foà e Michelina Biancotti. Condivide il tragico destino della sorella Enrica e del loro padre. Arrestati nei pressi del confine svizzero il 31 ottobre 1943, detenuti per oltre un mese a Milano, il 6 dicembre 1943 sono deportati dal Binario 21 con il “Trasporto 12” ad Auschwitz, dove saranno assassinati subito dopo l'arrivo. |
| 17 gennaio 2020   | Via dei Cinquecento, 19 45°26′07.72″N 9°13′15.99″E  |                   | QUI ABITAVA BOHOR NAHMAN VARON NATO 1902 ARRESTATO 13.12.1943 DEPORTATO AUSCHWITZ ASSASSINATO 6.2.1944                     | Bohor Nahman Varon (Gallipoli (Turchia), 9 novembre 1902 - Auschwitz, 6 febbraio 1944), di nazionalità italiana, figlio di Hasday e Dolca Cheby. Alla morte del padre la sua famiglia si sposta ad Istanbul. Bohor Nahman emigrerà, in cerca di un lavoro, in Grecia dove, a Kavala, conosce e sposa Sara Attias. Il fratello Nissim, trasferitosi a Milano da Istanbul, sollecita Bohor Nahman a raggiungerlo. I fratelli Varon, ricongiunti, si dedicano al commercio ambulante. Le leggi razziali del 1938 tolgono loro la possibilità di proseguire regolarmente l'attività. Bohor Nahman Varon è arrestato il 13 dicembre 1943 durante un casuale controllo in tram: è carcerato a San Vittore e quindi deportato ad Auschwitz con il “Trasporto 24” del 30 gennaio 1944. È assassinato all'arrivo il 6 febbraio 1944. Il 7 giugno 1944, a seguito di una denuncia (il compenso per ogni segnalazione di ebrei era di 5.000 lire) la moglie ed i tre figli sono arrestati e con loro anche la cognata, moglie di Nissim. Vengono carcerati a San Vittore, poi deportati ad Auschwitz con il “Trasporto 56” del 26 giugno 1944. Sopravviverà solo la cognata, Rachele Asseo Varon, il resto della famiglia Varon è assassinato all'arrivo al campo il 30 giugno 1944. |
| 17 gennaio 2020   | Via dei Cinquecento, 19 45°26′07.72″N 9°13′15.99″E  |                   | QUI ABITAVA SARA ATTIAS VARON NATA 1906 ARRESTATA 7.6.1944 DEPORTATA AUSCHWITZ ASSASSINATA                                 | Sara Attias Varon (Drama (Grecia), ??? 1907 - Auschwitz, 30 giugno 1944), figlia di Juda e Reonia Cohen, moglie di Bohor Nahman Varon. In seguito all'arresto del marito il 13 dicembre 1943 durante un casuale controllo in tram, quindi deportato ad Auschwitz dove sarà assassinato il 6 febbraio 1944, è ospitata con i figli dal cognato Nissim e la sua famiglia, sino a quando, a seguito di una delazione, il 7 giugno 1944 vengono arrestati. Carcerati a San Vittore, quindi deportati ad Auschwitz e assassinati all'arrivo il 30 giugno 1944. |
| 17 gennaio 2020   | Via dei Cinquecento, 19 45°26′07.72″N 9°13′15.99″E  |                   | QUI ABITAVA HASDAI VARON NATO 1931 ARRESTATO 7.6.1944 DEPORTATO AUSCHWITZ ASSASSINATO                                      | Hasdai Varon (Kavala (Grecia), 3 ottobre 1931 - Auschwitz, 30 giugno 1944), di nazionalità italiana, figlio di Bohor Nahman e Sara Attias. Dopo l'arresto del padre, deportato poi ed assassinato ad Auschwitz, condivide il destino tragico della famiglia Varon: arrestato con la madre e la sorella e il fratellino di soli diciotto mesi, il 7 giugno 1944 sono carcerati a San Vittore, quindi deportati ad Auschwitz. Assassinati all'arrivo il 30 giugno 1944. |
| 17 gennaio 2020   | Via dei Cinquecento, 19 45°26′07.72″N 9°13′15.99″E  |                   | QUI ABITAVA DORA VARON NATA 1935 ARRESTATA 7.6.1944 DEPORTATA AUSCHWITZ ASSASSINATA 30.6.1944                              | Dora Varon (Milano, 24 marzo 1935 - Auschwitz, 30 giugno 1944), di nazionalità italiana, figlia di Bohor Nahman e Sara Attias. Dopo l'arresto, la deportazione e l'assassinio del padre nel campo di Auschwitz, con la madre ed i due fratelli è arrestata il 7 giugno 1944 e deportata ad Auschwitz. Assassinata con la famiglia all'arrivo al campo il 30 giugno 1944. |
| 17 gennaio 2020   | Via dei Cinquecento, 19 45°26′07.72″N 9°13′15.99″E  |                   | QUI ABITAVA LEONE VARON NATO 1942 ARRESTATO 7.6.1944 DEPORTATO AUSCHWITZ ASSASSINATO 30.6.1944                             | Leone Varon (Milano, 14 dicembre 1942 - Auschwitz, 30 giugno 1944), di nazionalità italiana, giovanissimo figlio di Bohor Nahman Varon e Sara Attias. Segue il destino tragico della famiglia Varon: successivamente all'arresto, la deportazione e l'assassinio del padre nel campo di Auschwitz, con la madre ed i due fratelli è arrestato il 7 giugno 1944 e deportato ad Auschwitz. Assassinato all'arrivo il 30 giugno 1944 con la famiglia. |
| 29 gennaio 2021   | Via Pomposa, 4 45°26′11.19″N 9°13′09.65″E           |                   | QUI ABITAVA LUIGI AZRIA NATO 1895 ARRESTATO 8.11.1943 DEPORTATO AUSCHWITZ ASSASSINATO                                      | Luigi Azria (Livorno, 21 giugno 1895 - Auschwitz, ????), figlio di Felice ed Ada Belleli. Sposa Margherita Scandiani, non ebbe figli. Riformato per motivi di salute si impiega a Milano. Nel 1932 si iscrive al Partito fascista, ma nel 1938 a seguito delle leggi razziali è allontanato dal lavoro. L'8 novembre 1943 è arrestato nella sua abitazione e carcerato a San Vittore. Deportato ad Auschwitz con il “Trasporto 24” del 30 gennaio 1944. È assassinato in data ignota |
| 29 gennaio 2021   | Via degli Etruschi, 2 45°27′12.58″N 9°13′21.13″E    |                   | QUI ABITAVA MICHELE TARANTINO (BRUNO) NATO 1896 ARRESTATO 26.10.1944 DEPORTATO MAUTHAUSEN ASSASSINATO 4.2.1945 GUSEN       | Michele Tarantino (Caltanissetta, 12 maggio 1896 - Gusen, 4 febbraio 1945), figlio di Salvatore e Maria Rosa Bordonaro. Sposato con Giuseppa Giardina nel 1921. Avranno quattro figli. Operaio/autista probabilmente presso il Comune di Milano, o forse presso le “Officine Meccaniche Leoni”, azienda accreditata presso il comune stesso. Antifascista, attivo nella locale cellula comunista, è arrestato il 26 ottobre 1944, carcerato a San Vittore, trasferito poi a Bolzano rimanendoci solo pochi giorni per la deportazione, il 20 novembre 1944, a Mauthausen, immatricolato 110415. Trasferito a Gusen, muore il 4 febbraio 1945. |
| 14 aprile 2021    | Via Piolti De' Bianchi, 18 45°27′51.9″N 9°13′11.8″E |                   | QUI ABITAVA SAMUEL EMILIO FIORENTINO NATO 1872 ARRESTATO 29.1.1944 DEPORTATO AUSCHWITZ ASSASSINATO 6.2.1944                | Samuel Emilio Fiorentino (Livorno, 20 aprile 1872 - Auschwitz, 6 febbraio 1944), figlio di Angelo e Adele Chimichi. Cugino di Iginia ed Emilia Fiorentino. Nel 1900 sposa Giulietta Formiggini, avranno un figlio. Dopo l'emanazione delle leggi razziali da Milano la famiglia si trasferisce a Porto Ceresio in una villa di proprietà. Il 29 gennaio per salvare la moglie ed il figlio disabile si consegna ai tedeschi. Dal carcere di Varese è trasferito a San Vittore, quindi, il 30 gennaio 1944. deportato nel campo di Auschwitz. Assassinato all'arrivo. |
| 1 marzo 2022      | Via Perugino, 15 45°27′27.83″N 9°12′55.33″E         |                   | QUI ABITAVA LUIGI PIETRO CAPPELLETTI NATO 1894 ARRESTATO 12.3.1944 DEPORTATO MAUTHAUSEN ASSASSINATO 8.4.1944 GUSEN         | Luigi Pietro Cappelletti (Guanzate, 22 aprile 1894 - Gusen, 8 aprile 1944), figlio di Ercole e Camilla Capeletti. Sposa Annunziata Cappelletti, cugina di 1º grado, ed hanno due figli. Trasferitisi a Milano trova lavoro alla Breda come meccanico aggiustatore. La moglie lavora in casa come sarta. Il 12 marzo 1944, a seguito dello sciopero generale del 1º marzo 1944, cui aveva partecipato, è arrestato a casa di notte e rinchiuso a San Vittore, poi alla Caserma Umberto I° a Bergamo, da dove, con il trasporto 34 del 16 marzo 1944 partito da Binario 1 cittadino, è deportato a Mauthausen, matricola 58767 trasferito a Gusen dove muore l'8 aprile 1944. |
| 1 marzo 2022      | Via Giurati, 5 45°27′49.15″N 9°13′19.21″E           |                   | QUI ABITAVA AURELIA ALLEGRA LEVI FINZI NATA 1874 ARRESTATA 25.10.1943 DEPORTATA AUSCHWITZ ASSASSINATA 11.12.1943           | Aurelia Allegra Levi Finzi (Vercelli, 24 settembre 1874 - Auschwitz-Birkenau, 11 dicembre 1943), sposa Leone Finzi da cui avrà due figli, Giulio ed Emma. Leone, industriale, iscritto al PNF dal novembre 1922, muore in seguito ad un incidente stradale a metà degli anni ’30. Giulio si trasferisce a Londra e quando capisce che per gli ebrei italiani le cose si mettono male riesce ad ottenere il permesso ed i biglietti per la mamma e la sorella affinché possano raggiungerlo in Inghilterra. Aurelia si rifiuta di partire, sicura che a loro non sarebbe successo nulla in quanto cittadine italiane, vana illusione: vengono catturate il 25 ottobre 1943 mentre, troppo tardi ormai, cercano di varcare il confine con la Svizzera. Rinchiuse dapprima nel carcere di Como, in seguito vengono trasferite a Milano, carcere di San Vittore. Deportate il 6 dicembre 1943 con il primo dei 20 convogli partiti dal Binario 21 della stazione centrale di Milano. Aurelia viene uccisa al suo arrivo ad Auschwitz-Birkenau l’11 dicembre 1943. |
| 1 marzo 2022      | Via Giurati, 5 45°27′49.15″N 9°13′19.21″E           |                   | QUI ABITAVA EMMA LAURA FINZI NATA 1905 ARRESTATA 25.10.1943 DEPORTATA AUSCHWITZ ASSASSINATA                                | Emma Laura Finzi (Milano, 5 luglio 1905 - Auschwitz-Birkenau, ???), Figlia di Leone ed Aurelia Allegra Levi. Di spiccate doti artistiche, lavorava in un proprio studio dove, oltre a dipingere e creare opere d’arte, teneva lezioni di arti decorative. Dipingeva su foulard e sciarpe in seta così come su oggetti in vetro e complementi d’arredo (specchi, lampade e altro). La nipote Sylvia, figlia del fratello di Emma, Giulio, conserva ancora alcuni oggetti decorati dalla zia. Nubile, quando il fratello, trasferitosi in Inghilterra, invia alla madre e alla sorella, rimaste in Italia, i permessi ed i biglietti per emigrare in Gran Bretagna, vorrebbe partire, ma la mamma non volle saperne, certa che a lei e alla figlia non sarebbe successo nulla in quanto cittadine italiane. Saranno arrestate al confine con la Svizzera nel vano, tardivo tentativo di fuga, il 25 ottobre 1943 e da lì condotte dapprima nel carcere di Como e, successivamente, a quello di San Vittore a Milano. Deportate il 6 dicembre 1943 nel Reich, la mamma è assassinata il giorno stesso del suo arrivo al campo di Auschwitz-Birkenau, di Emma non sono pervenute testimonianze che ne attestino la data e il luogo della morte.                               |
| 23 gennaio 2023   | Via Strigelli, 4 45°27′21.12″N 9°13′03.62″E         |                   | QUI ABITAVA BRUNO VALABREGA NATO 1907 ARRESTATO DEPORTATO KAUFERING ASSASSINATO 28.1.1945                                  | Bruno Valabrega (Milano, 3 ottobre 1907 - Kaufering, 28 gennaio 1945), figlio di Emanuele e Ida Cases. Laureato in ingegneria elettronica, sposa Rosa Balduini dalla quale avrà cinque figli. Lavora alla CGE; si diletta di Pittura e violino. A seguito dell'emanazione delle leggi razziali fasciste è costretto a cambiare lavoro e a dimettersi quasi ogni anno. Nel giugno del 1944, saputo dell’imminente suo arresto, si dà alla latitanza, costituendosi a luglio per evitare rappresaglie alla famiglia già rinchiusa a San Vittore dai nazisti, ma il suo sacrificio sarà vano. È trasferito a Fossoli e da qui, il 2 agosto 1944, ad Auschwitz, quindi Dachau. Muore il 28 gennaio 1945 nel sottocampo di Kaufering. |
| 23 gennaio 2023   | Via Monte Nero, 48 45°27′28.49″N 9°12′21.79″E       |                   | QUI ABITAVA OTELLO BRACCIALARGHE NATO 1880 ARRESTATO 17.8.1944 DEPORTATO FLOSSENBÜRG ASSASSINATO 2.10.1944                 | Otello Braccialarghe (Macerata, 27 maggio 1880 - Flossenbürg, 2 ottobre 1944), figlio di Vito e Angela Romitelli , padre operaio e anarchico. Anche Otello ed il fratello Comunardo sono ben presto schedati come anarchici. Si trasferisce a Milano avviando una fonderia artistica con due soci. Nel 1882 sposa Erminia Piacentini che gli darà due figli. Dall'armistizio dell'8 settembre 1943 è attivo nella raccolta fondi per sovvenzionare la lotta clandestina e distribuendo l'Avanti! nelle fabbriche della Brianza. Arrestato, incarcerato a San Vittore, il 18 agosto 1944 è deportato a Bolzano, quindi, insieme al suo socio della fonderia, è trasferito al lager di Flossenbürg. Muore il 2 ottobre 1944. |
| 25 gennaio 2024   | Corso XXII marzo, 4 45°27′28.49″N 9°12′21.79″E      |                   | QUI ABITAVA GIOVANNI BONACINA NATO 1885 ARRESTATO 17.6.1944 DEPORTATO FLOSSENBÜRG ASSASSINATO 9.1.1945                     | Giovanni Bonacina (Monza, 27 maggio 1880 - Flossenbürg, 9 gennaio 1945), socialista, cotitolare di una fonderia, partigiano. Dopo l'armistizio dell'8 settembre 1943 entra nella Resistenza tra le file della XL brigata Matteotti. Arrestato nel giugno del '44 è deportato nel Reich destinato a Flossenbürg dove muore il 9 gennaio 1945. |
| 25 gennaio 2024   | Via Spataco, 11 45°27′32.82″N 9°12′33.73″E          |                   | QUI ABITAVA GIORGIO BALBONI NATO 1917 ARRESTATO FRONTE ORIENTALE DEPORTATO WIETZENDORF DECEDUTO 15.4.1945 UNTERLÜSS        | Giorgio Balboni (Carrara, 18 ottobre 1917 - Unterlüss, 15 aprile 1945), laureato in Giurisprudenza, è in dislocato sul fronte orientale, Jugoslavia, tenente della Fanteria. Alla proclamazione dell'armistizio dell'8 settembre 1943. Come altri centinaia di migliaia di soldati italiani rifiuta di aderire alla RSI. Internato come IMI nell'Oflag 83 nei pressi di Wietzendorf, è tra gli ufficiali che rifiutano la collaborazione con i tedeschi, protagonista dell'atto dei 44 eroi di Unterlüss. Muore a pochi giorni dalla liberazione del campo. |
| 23 gennaio 2025   | Via San Felice, 12 45°27′22.92″N 9°13′23.85″E       |                   | QUI ABITAVA KAROLINE MAYER NATA 1869 ARRESTATA 28.5.1944 DEPORTATA AUSCHWITZ ASSASSINATA 30.6.1944                         | Karoline Mayer (Pfeddersheim, 23 luglio 1869 - Auschwitz, 30 giugno 1944), coniugata con Julius Kuh, madre di Meta Marie Kuh, nonna di Alfredo Winter. Arrestata con la figlia e nipote. Incarcerati a San Vittore prima dell'internamento a Fossoli a cui segue la deportazione nel Reich. Assassinata al suo arrivo a Auschwitz, 30 giugno 1944. |
| 23 gennaio 2025   | Via San Felice, 12 45°27′22.92″N 9°13′23.85″E       |                   | QUI ABITAVA META MARYE KUTH ARRESTATA 28.5.1944 DEPORTATA AUSCHWITZ ASSASSINATA                                            | Meta Marie Kuh (Worms, 12 agosto 1902 - Auschwitz, ???, figlia di Julius Kuh e Karoline Mayer, coniugata con Emilio Winter, madre di Alfredo Winter. Arrestata con la madre ed il figlio, con loro detenuta a San Vittore prima dell'internamento a Fossoli a cui segue la deportazione nel Reich con destinazione Auschwitz. Non sopravvive alla Shoah. |
| 23 gennaio 2025   | Via San Felice, 12 45°27′22.92″N 9°13′23.85″E       |                   | QUI ABITAVA ALFREDO WINTER NATO 1935 ARRESTATO 28.5.1944 DEPORTATO AUSCHWITZ ASSASSINATO 30.6.1944                         | Alfredo Winter (Worms, 30 marzo 1935 - Auschwitz, 30 giugno 1944), figlio di Emilio e Meta Marie Kuh Arrestato con la madre e la nonna, incarcerati a San Vittore prima dell'internamento a Fossoli a cui segue la deportazione nel Reich. Assassinato al suo arrivo a Auschwitz, 30 giugno 1944. |

### Municipio 5
Il Municipio 5 di Milano accoglie ufficialmente 8 pietre d'inciampo.
| Pietra d'inciampo | Pietra d'inciampo                                              | Pietra d'inciampo | Pietra d'inciampo                                                                                              | Note biografiche |
| Data di posa      | Luogo di posa                                                  | Stolpersteine     | Incisione | Note biografiche |
| ----------------- | -------------------------------------------------------------- | ----------------- | --- | --- |
| 19 gennaio 2018   | Via Sarfatti, 25 Università Bocconi 45°26′54.29″N 9°11′24.38″E |                   | QUI LAVORAVA GIUSEPPE PAGANO NATO 1896 ARRESTATO 5.9.1944 DEPORTATO MAUTHAUSEN ASSASSINATO 22.4.1945 MELK      | Giuseppe Pagano (Parenzo, 20 agosto 1896 - Melk, 22 aprile 1945), Il cognome originale è Pogatschnig: irredentista di matrice mazziniana, vi aggiunge “Pagano”. Volontario nella Grande Guerra è decorato al valor militare. Dal 1920 milita nel P.N.F.. Si laurea in architettura al Politecnico di Torino nel 1924 diventando in breve un pioniere dell'innovazione architettonica. Firma il progetto dell'Istituto di Fisica della nuova Università "La Sapienza" di Roma e la nuova sede dell'Università Bocconi a Milano. Dirige la sezione artistica della Scuola di mistica fascista ed è redattore della rivista Dottrina fascista. Nel 1941 è volontario sul fronte greco-albanese ed è la svolta politica: l'anno seguente si dimette dal P.N.F. L'8 settembre 1943 è a Milano. Entra nelle file delle Brigate Matteotti. È arrestato il 9 novembre 1943 e trasferito a Brescia da dove fugge durante un bombardamento; rientrato a Milano, assume la direzione delle formazioni Matteotti della provincia, ma il 5 settembre 1944, tradito, viene catturato dalla Banda Koch, portato alla famigerata Villa Triste dove subisce torture. Trasferito a San Vittore, poi Bolzano. Il 22 novembre è deportato a Mauthausen e poco dopo a Melk, dove muore il 22 aprile 1945. A Giuseppe Pagano sono state dedicate tre strade a Napoli, Palermo e Trieste. A Giuseppe Pogatschnig è stata dedicata una strada a Milano.                                                               |
| 15 gennaio 2020   | Viale Gian Galeazzo, 8 45°27′09.72″N 9°10′53.88″E              |                   | QUI ABITAVA ROMEO GAROTTA NATO 1909 ARRESTATO MAR.1944 DEPORTATO MAUTHAUSEN ASSASSINATO 27.6.1944              | Romeo Garotta (Milano, 15 aprile 1909 - Mauthausen, 27 giugno 1944), figlio di Rocco ed Antonia Menoni. Il 6 maggio 1935 sposa Ada Menoni che gli darà due figli. Libero professionista, fervente antifascista, immediatamente dopo la caduta del regime, ha una discussione violenta con un fascista che successivamente lo denuncia. Ai primi di marzo del 1944 viene portato “per un interrogatorio” a San Vittore. Il 4 marzo 1944 è deportato dal Binario 21 con il “Trasporto 33” a Mauthausen dove arriva il 13 marzo 1944, matricola 57584. Il 6 giugno 1944 è trasferito nell infermeria del campo, anticamera della morte che lo coglie il 27 giugno 1944. |
| 15 gennaio 2020   | Viale Bligny, 26 45°27′02.55″N 9°11′28.66″E                    |                   | QUI ABITAVA UMBERTO RECALCATI NATO 1887 ARRESTATO 10.3.1944 DEPORTATO MAUTHAUSEN ASSASSINATO 15.12.1944 GUSEN  | Umberto Recalcati (Milano, 26 aprile 1887 - Gusen, 10 marzo 1944), Orfano di padre, è accolto all'istituto dei “Martinitt” dove apprende il mestiere di incisore e cesellatore. A diciotto anni lascia il collegio, nel 1909 è ad Alessandria, in una ditta di argenteria. Aderisce al PSI. Durante il periodo bellico, convinto neutralista, svolge un intenso lavoro sindacale fra gli operai. Nel 1919 è eletto deputato. La XXV Legislatura dura solo sino ad aprile 1921 e non viene rieletto. Continua l'attività di dirigente sindacale e nel 1926 riesce ad organizzare ad Alessandria uno sciopero degli operai argentieri: per questo viene licenziato. Schedato e diffidato, ritorna a Milano dove entra in contatto con i gruppi socialisti clandestini di Rodolfo Morandi e Lelio Basso. Si sposa con Chiara dalla quale ha una figlia, ma il rapporto si interrompe. Si lega con la vedova del fratello, Giuseppina Rolandi, dalla quale nel 1941 ha una figlia. Con Basso il 10 gennaio 1943 è promotore del MUP. Dopo la caduta del fascismo, Recalcati rappresenta il PSI nella ricostituita Camera del Lavoro di Milano. Dopo il grande sciopero del 1º marzo 1944, in seguito ad una delazione, tutto il gruppo socialista milanese viene arrestato, tra il 10 e l'11 marzo, e condotto a San Vittore. Il 27 aprile 1944 è deportato a Fossoli, da qui a Bolzano ed a Mauthausen, matr. 82493, dove giunge il 7 agosto 1944. Trasferito a Gusen muore il 15 dicembre 1944. |
| 17 gennaio 2020   | Via Palmieri, 22 45°26′05.19″N 9°10′38.84″E                    |                   | QUI ABITAVA MARIO PROVASI NATO 1899 ARRESTATO 1.3.1944 DEPORTATO MAUTHAUSEN ASSASSINATO 18.9.1944              | Mario Provasi (Mantova, 24 settembre 1899 - Mauthausen, 18 settembre 1944), figlio di Sante e Teresa Affini. Ferito nel corso della Grande Guerra è posto in congedo illimitato. Si trasferisce a Milano, trova lavoro come tappezziere e sellaio. Il 20 luglio 1925 sposa Maria Dacomo e l'anno successivo nasce la prima figlia, ne seguiranno altri quattro, dei quali tre moriranno nei primi mesi di vita. Ha contatti con i partigiani della 113ª Brigata Garibaldi. Accusato di aver dato ospitalità ad alcuni di essi, ai primi di marzo del 1944, viene arrestato su denuncia del portinaio dello stabile in cui la famiglia era alloggiata. Deportato a Fossoli con altri 105 milanesi con il “Trasporto 32” partito da Firenze l'8 marzo con destinazione Mauthausen, matricola 57356. Ricoverato nell'infermeria del campo è assassinato il 18 settembre 1944. |
| 1 marzo 2022      | Via Palmieri, 22 45°26′05″N 9°10′39.63″E                       |                   | QUI ABITAVA LUIGI FRAZZA NATO 1899 ARRESTATO 1.3.1944 DEPORTATO MAUTHAUSEN ASSASSINATO 24.6.1944 EBENSEE       | Luigi Frazza (Lonigo, 26 settembre 1899 - Ebensee, 24 giugno 1944), Dopo la Grande Guerra si trasferisce a Milano in cerca di lavoro. Sposa Ida Orsini. Presto vedovo si risposerà con Emma Grandini. Antifascista, iscritto al Partito Socialista, il 1º marzo 1944 viene arrestato con la moglie, la cui sorella è attiva nella Resistenza e che sfugge alla cattura. Entrambi condotti a San Vittore, Luigi è deportato a Mauthausen con il trasporto 32, giunto a destinazione il 11 marzo 1944, quindi trasferito ad Ebensee dove muore il 24 giugno 1944. La moglie Emma è trasferita a Brescia e da qui rilasciata nell’aprile 1944. |
| 23 gennaio 2025   | Via Palmieri, 18 45°26′05.71″N 9°10′37.18″E}                   |                   | QUI ABITAVA CARLO CIOCCA NATO 1905 ARRESTATO 2.3.1944 DEPORTATO MAUTHAUSEN ASSASSINATO 20.11.1944 EBENSEE      | Carlo Ciocca (Zibido San Giacomo, 18 giugno 1905 - Ebensee, 20 novembre 1944), manovale, figlio di Andrea e Maria Verrianti, coniugato con Erminia Castelli. Partigiano nelle file della Brigate Matteotti, è arrestato insieme a Luigi Frazza, Luigi Negroni, Mario Provasi e Paolo Volpi in seguito alla denuncia del custode del palazzo di via Palmieri 22. Trasferito a San Vittore prima della deportazione nel Reich con destinazione Mauthausen, dove arriva l’11 marzo 1944, matricola 57185. Muore al campo di Ebensee, dove era stato trasferito, il 20 novembre 1944. |
| 23 gennaio 2025   | Via Palmieri, 22 45°26′05″N 9°10′39.63″E}                      |                   | QUI ABITAVA LUIGI NEGRONI NATO 1898 ARRESTATO 3.3.1944 DEPORTATO MAUTHAUSEN ASSASSINATO 3.3.1945               | Luigi Negroni (Motta Visconti, 28 ottobre 1898 - Mauthausen, 3 marzo 1945), lattoniere, attivista comunista, figlio di Francesco ed Enrichetta Limiti, coniugato con Carlotta Antonini, due figli. Partigiano della "114a Brigata Garibaldi", è arrestato dai militi della Muti la sera del 2 marzo 1944 insieme ad altri antifascisti del quartiere Stadera, tra cui Carlo Ciocca e Paolo Volpi in seguito alla denuncia del custode del palazzo di via Palmieri 22. Deportato a Mauthausen, dove giunge l’11 marzo, n° di matricola 57212. Dopo alcuni trasferimenti al sottocampo di Gusen muore nell'infermeria di Mauthausen il 3 marzo 1945. |
| 23 gennaio 2025   | Via Palmieri, 22 45°26′05″N 9°10′39.63″E}                      |                   | QUI ABITAVA PAOLO LUIGI VOLPI NATO 1886 ARRESTATO 1.3.1944 DEPORTATO MAUTHAUSEN ASSASSINATO 5.10.1944 HARTHEIM | Paolo Luigi Volpi (Buccinasco, 15 marzo 1886 - castello di Hartheim, 5 ottobre 1944), operaio, attivista comunista, figlio di Francesco e Giuseppa Barbieri, coniugato con Maria Mistura. Arrestato insieme ad altri antifascisti del quartiere Stadera, tra cui Carlo Ciocca e Luigi Negroni in seguito alla denuncia del custode del palazzo di via Palmieri 22. Con il Trasporto n° 32 partito da Firenze l’8 marzo è deportato a Mauthausen, dove giunge l'11 marzo 1944, matricola n° 57476. Trasferito a Ebensee, successivamente al castello di Hartheim, dove muore il 5 ottobre 1944. |

### Municipio 6
Il Municipio 6 di Milano accoglie ufficialmente 7 pietre d'inciampo.
| Pietra d'inciampo | Pietra d'inciampo                                   | Pietra d'inciampo | Pietra d'inciampo                                                                                                  | Note biografiche |
| Data di posa      | Luogo di posa                                       | Stolpersteine     | Incisione | Note biografiche |
| ----------------- | --------------------------------------------------- | ----------------- | --- | --- |
| 19 gennaio 2017   | Via Vespri Siciliani, 71 45°27′02.82″N 9°08′36.37″E |                   | QUI ABITAVA ADELE BASEVI LOMBROSO NATA 1868 ARRESTATA 1.12.1943 DEPORTATA AUSCHWITZ ASSASSINATA 5.2.1944           | Adele Basevi Lombroso (Brescia, 17 agosto 1866 - Auschwitz, 5 febbraio 1944), figlia di Alessandro e di Silvia Finzi. Sposa Gerolamo Lombroso, dal matrimonio nascono otto figli. Vedova dal 1929, abita con l'ultima figlia Renata. È arrestata a casa il 1º dicembre 1943, a seguito di una delazione di persone che poi, come ricompensa otterranno l'uso dell'alloggio. La figlia, rientrando dal lavoro, scampa all'arresto grazie alla portinaia dello stabile che la tiene nascosta. Adele è deportata nel Reich con il convoglio n. 6 del 30 gennaio 1944 partito dal Binario 21 della stazione centrale di Milano. Il 6 febbraio 1944, all'arrivo al campo di Auschwitz-Birkenau, a causa della sua età avanzata, non supera la selezione e viene inviata immediatamente alla camera a gas. |
| 24 gennaio 2019   | Via Foppa, 11 45°27′30.97″N 9°09′50.41″E            |                   | QUI ABITAVA GIUSEPPE LEVI NATO 1904 ARRESTATO 14.1.1944 DEPORTATO AUSCHWITZ ASSASSINATO 28.2.1945 MAUTHAUSEN       | Giuseppe Levi (Milano, 10 settembre 1904 - Mauthausen, 20 febbraio 1945), figlio di Adolfo ed Ines Chierici. La moglie muore nel 1932 dando alla luce il figlio Silvano. Si lega ad Adriana, non ebrea, che non poté sposare a causa delle Leggi razziali fasciste. Fu arrestato il 14 gennaio 1944 e condotto presso il Carcere di San Vittore. Deportato al Campo di concentramento di Auschwitz con il convoglio partito dal Binario 21 il 30 gennaio 1944. All'evacuazione del campo, con una delle tante marce della morte è trasferito al Campo di concentramento di Mauthausen dove muore il 28 febbraio 1945 nell'infermeria del campo dov’era stato ricoverato. |
| 14 aprile 2021    | Via Villoresi, 24 45°26′48.61″N 9°09′48.14″E        |                   | QUI ABITAVA CARLO BIANCHI NATO 1912 ARRESTATO 27.4.1944 DEPORTATO FOSSOLI ASSASSINATO 12.7.1944 CIBENO             | Carlo Bianchi (Milano, 22 marzo 1912 - Fossoli, 12 luglio 1944), figlio di Mario e Amalia Pomé, industriali cartari, di formazione cattolico-liberale. Si laurea in Ingegneria al Politecnico di Milano nel 1935. Si impiega alla Siemens. Nel 1938 si sposa e dal matrimonio avrà quattro figli, nello stesso anno entra nell'azienda di famiglia. Attivo nel sociale, presidente della FUCI milanese sensibile alle condizioni di vita dei milanesi meno abbienti, dopo l'8 settembre 1943 entra nella Resistenza, è componente del CLNAI, dell'O.S.C.A.R.. Con Teresio Olivelli sulle pagine del giornale clandestino Il Ribelle, condivide l'aspirazione, finita la guerra, ad edificare una società più libera, più giusta, solidale. Il 27 aprile 1944, tradito da un collaboratore, è arrestato in Piazza San Babila a Milano, incarcerato a San Vittore, deportato a Fossoli, è tra i 67 martiri internati politici fucilati il 12 luglio 1944 presso il poligono di tiro di Cibeno.                               |
| 26 gennaio 2022   | Via Washington, 79 45°26′44.88″N 9°09′18.19″E       |                   | QUI ABITAVA ALFREDO VIOLANTE NATO 1888 ARRESTATO 1.12.1943 DEPORTATO MAUTHAUSEN ASSASSINATO 24.4.1945              | Alfredo Violante (Rutigliano, 25 ottobre 1888, Mauthausen, 24 aprile 1945), figlio di Michele e Elisabetta Colamussi. Giornalista, intellettuale, sui giornali per cui scrive e dirige denuncia le disagevoli condizioni sociali del Sud. Dopo che nel 1925 i fascisti, assaltano e distruggono la sede del quotidiano da lui fondato si trasferisce a Milano dove continua il suo impegno civile. Antifascista, nel 1943 entra nelle file della Resistenza, fonda il “Partito Progressista italiano Alta Italia” ed il giornale clandestino “Il Progresso”, ma viene arrestato il primo dicembre e rinchiuso a San Vittore, trasferito a Fossoli e nel giugno del 1944 deportato a Mauthausen. Al campo, ultimo battito di vita civile, progetta il giornale "Triangolo Rosso" da pubblicare dopo la liberazione per raccontare il Lager, ma è assassinato il 24 aprile 1945 nella camera a gas. Il suo progetto sarà realizzato da altri ex deportati nei campi nazisti ed è, ancora oggi, l'organo ufficiale dell'ANED. |
| 7 marzo 2024      | Via Odazio, 6 45°26′53.59″N 9°08′00.48″E            |                   | QUI ABITAVA CARLOTTA THOMAS NATA 1906 ARRESTATA 11.3.1944 DEPORTATA MAUTHAUSEN ASSASSINATA 10.4.1945 BERGEN-BELSEN | Carlotta Thomas (Saulxures, 22 aprile 1906, Bergen-Belsen, 10 aprile 1945), operaia, partigiana, figlia di Ernesto e Giuseppina Mathieu, sposa Angelo Bassis col quale vive a Milano e con i due figli nati dal matrimonio. Alla proclamazione dell'armistizio dell'8 settembre 1943 aderisce ai Gruppi di difesa della donna. A seguito dello sciopero del marzo 1944 è arrestata con altre 15 operaie della Borletti e portata a San Vittore prima, quindi carcere di Brescia ed in seguito deportata a Mauthausen via Innsbruck. Trasferita a Auschwitz all'evacuazione del campo, con l'avvicinarsi degli uomini dell'Armata Rossa è trasferita al campo di Bergen-Belsen dove muore di Tifo il 10 aprile 1945.. |
| 23 gennaio 2025   | Via Ludovico il Moro, 81 45°26′40.66″N 9°08′30.98″E |                   | QUI ABITAVA LUIGI BERTACCHI NATO 1901 ARRESTATO 29.12.1943 DEPORTATO MAUTHAUSEN ASSASSINATO 8.5.1944               | Luigi Bertacchi (Milano, 4 febbraio 1901 - Mauthausen, 8 maggio 1944), antifascista, figlio di Domenico e Antonia Clerici, coniugato con Pierina Budelli. Si iscrive nel 1932 al PNF per conservare il posto di lavoro, in ragione del quale è esonerato dal servizio militare. Passa nelle file della Resistenza dopo l'armistizio dell'8 settembre 1943, ma sul finire dell'anno è prelevato a casa e tradotto a San Vittore, a cui segue la deportazione nel Reich con destinazione Mauthausen dove giunge il 21 febbraio 1944, matricola n° 53363. Muore nell'infermeria del campo l'8 maggio 1944. |
| 23 gennaio 2025   | Via Zumbini, 39 45°26′25.85″N 9°09′20.45″E          |                   | QUI ABITAVA ADRIANO POGLIAGHI NATO 1923 ARRESTATO MARZO 1944 DEPORTATO MAUTHAUSEN ASSASSINATO 26.4.1945 GUSEN      | Adriano Pogliaghi (Milano, 25 novembre 1923 - Gusen, 26 aprile 1945), antifascista, attivista socialista, figlio di Attilio e di Maria Pozzi. Arrestato inizialmente per la sua attività propagandistica antifascista e per la sua partecipazione allo sciopero generale del marzo 1944, viene arruolato per assolvere gli obblichi di leva. Diserta, ma è nuovamente e definitivamente arrestato e rinchiuso a San Vittore, a cui segue Bolzano prima della deportazione nel Reich con destinazione Mauthausen dove giunge il 4 febbraio 1945, matricola n° 126359. Muore nel sottocampo di Gusen il 26 aprile 1945. |

### Municipio 7
Il Municipio 7 di Milano accoglie ufficialmente 25 pietre d'inciampo.
| Pietra d'inciampo | Pietra d'inciampo                                      | Pietra d'inciampo | Pietra d'inciampo | Note biografiche |
| Data di posa      | Luogo di posa                                          | Stolpersteine     | Incisione | Note biografiche |
| ----------------- | ------------------------------------------------------ | ----------------- | --- | --- |
| 24 gennaio 2019   | Via Albertinelli, 5 45°28′31.11″N 9°08′19.71″E         |                   | QUI ABITAVA LUIGI LUINETTI NATO 1904 ARRESTATO 27.11.1943 DEPORTATO MAUTHAUSEN ASSASSINATO 4.2.1945 GUSEN                     | Luigi Luinetti (San Giuliano Milanese, 19 agosto 1904 - Gusen, 4 febbraio 1945), figlio di Pietro e Maria Luinetti. Sposa nel 1931 Rosa Murrò dalla quale ha una figlia. Operaio meccanico, lavora alla Isotta Fraschini alla produzione di automobili di lusso. A seguito degli scioperi operai del marzo 1943, accusato di aver partecipato alla loro organizzazione, è arrestato il 27 novembre 1943 dalla polizia politica. Incarcerato a San Vittore, dopo un paio di mesi è deportato a Mauthausen, giungendovi il 21 febbraio 1944 e immatricolato con il n. 53414. Muore a Gusen il 4 febbraio 1945: i registri del campo riportano come causa della morte la dicitura standard: “debolezza del muscolo del cuore, declino generale del corpo". È stato uno dei primi deportati "politici" milanesi nei lager nazisti. |
| 15 gennaio 2020   | Via Faruffini, 13 45°28′03.34″N 9°08′55.78″E           |                   | QUI ABITAVA GIORGIO GOLDSCHMIEDT NATO 1890 ARRESTATO 10.12.1943 DEPORTATO AUSCHWITZ ASSASSINATO                               | Giorgio Goldschmiedt (Trieste, 10 marzo 1890 - Auschwitz, ???), figlio di Beniamino e Vittoria Schach, sposa Jole Camerini. Entrambi triestini di cittadinanza italiana, prima dello scoppio della Grande Guerra si trasferiscono a Milano. Dal matrimonio nel 1919 nasce un figlio. Dopo l'emanazione delle leggi razziali del ’38, il figlio Sergio viene mandato a proseguire gli studi in Inghilterra e da qui nel 1940 emigrerà in Brasile presso gli zii materni. Nonostante le sollecitazioni dei parenti, i coniugi Goldschmiedt preferiscono rimanere in Italia. Dopo l’8 settembre 1943 si nascondono vicino a Varese, in casa dell'avvocato Albrighi, successivamente tentano di passare in Svizzera affidandosi ai contrabbandieri da cui, però, vengono traditi. Sono arrestati a Luino il 10 dicembre 1943 e carcerati a San Vittore. Da qui con il “Trasporto 24” dal binario 21 della Stazione Centrale di Milano il 30 gennaio 1944 vengono deportati: destinazione Auschwitz.                                                                  |
| 15 gennaio 2020   | Via Faruffini, 13 45°28′03.34″N 9°08′55.78″E           |                   | QUI ABITAVA JOLE CAMERINI GOLDSCHMIEDT NATA 1894 ARRESTATA 10.12.1943 DEPORTATA AUSCHWITZ ASSASSINATA                         | Jole Camerini Goldschmiedt (Trieste, 10 gennaio 1894 - Auschwitz, ???), figlia di Isacco ed Elena Ancona. Moglie di Giorgio Goldschmiedt. Triestina di cittadinanza italiana come il marito, prima dello scoppio della Grande Guerra si trasferiscono a Milano. Dopo l’8 settembre 1943 si nascondono vicino a Varese, successivamente tentano di passare in Svizzera affidandosi ai contrabbandieri da cui, però, vengono traditi: arrestati a Luino il 10 dicembre 1943 e carcerati a San Vittore. Da qui con il “Trasporto 24” dal binario 21 della Stazione Centrale di Milano il 30 gennaio 1944 vengono deportati: destinazione Auschwitz. |
| 17 gennaio 2020   | Via Paravia, 84 45°28′29.83″N 9°08′11.92″E             |                   | QUI ABITAVA ANTONIO GENTILI (GIANNI SANTOVITO) NATO 1922 ARRESTATO 17.2.1944 DEPORTATO MAUTHAUSEN ASSASSINATO 17.1.1945 GUSEN | Antonio Gentili (Portoferraio, 21 gennaio 1922 - Gusen, 17 gennaio 1945), figlio di Vincenzo e Zelinda Mazzi. Quindicenne cerca lavoro a Milano, assunto all'OM, poi alla Innocenti, alla Breda ed infine alla Salmoiraghi. Attivo antifascista, viene arrestato il 24 ottobre 1942 e deferito al Tribunale Speciale per la Difesa dello Stato. Liberato una prima volta, prende parte attiva alla Resistenza. Rientrato a Milano è comandante del Distaccamento Rosselli, 3ª Brigata G.A.P., con il nome di battaglia “Spartaco”. Assume la falsa identità di Gianni Santovito. Il 17 febbraio 1944, causa delazione, è arrestato ed il 27 aprile deportato dal Binario 21 a Fossoli e quindi a Bolzano. Da qui il 5 agosto 1944 con il ”Trasporto 73” deportato a Mauthausen, matr. 82515. Trasferito a Gusen è assassinato il 17 gennaio 1945. |
| 17 gennaio 2020   | Via Gessi, 8 45°27′34.78″N 9°09′11.16″E                |                   | QUI ABITAVA LUIGI VILLA NATO 1910 ARRESTATO 14.3.1944 DEPORTATO MAUTHAUSEN ASSASSINATO 7.9.1944 GUSEN                         | Luigi Villa (Cassano d'Adda, 24 luglio 1910 - Gusen, 7 settembre 1944), figlio di Giovanni e Cesira Adele Leoni. Tornitore alla Breda V° Sezione di Sesto S. Giovanni. Partecipa al grande sciopero nazionale del 1º marzo 1944 che durerà otto giorni. La repressione del regime non si fa attendere: decine di operai ed impiegati saranno arrestati di notte a casa o sul posto di lavoro. Luigi è arrestato a casa il 14 marzo 1944 e condotto a San Vittore. Nei giorni successivi è trasferito a Bergamo, Caserma Umberto 1°, quindi il 16 marzo 1944, con il “Trasporto 34”, è deportato a Mauthausen, dove arriva il 20 marzo 1944, matricola 59193. Trasferito a Gusen, vi muore il 7 settembre 1944. |
| 1 febbraio 2021   | Via Sardegna, 21 45°27′54.07″N 9°09′14.26″E            |                   | QUI ABITAVA CESARE FINZI NATO 1892 ARRESTATO 1.11.1943 DEPORTATO AUSCHWITZ ASSASSINATO 3.2.1945 MAUTHAUSEN                    | Cesare Finzi (Milano, 15 giugno 1892 - Mauthausen, 3 febbraio 1945), figlio di Achille ed Enrichetta Wyler. Parte della propria formazione scolastica presso Calw, città natale di Hermann Hesse, quindi a Londra lavorerà per un importante gruppo bancario. Ritorna in Italia per partecipare volontario alla Grande Guerra da tenente degli alpini. Sposa Ida Colombo dalla quale avrà due figlie. Imprenditore inizialmente vicino al fascismo, le leggi razziali lo costringono ad abbandonare tutte le appartenenze sociali, ma sarà solo dopo l'8 settembre 1943 che decide per l'espatrio in Svizzera ma, tradito, è arrestato l'11 novembre 1943 e incarcerato a Varese prima, poi San Vittore e da Fossoli deportato nel Reich destinazione Auschwitz. All'evacuazione del campo muore nel corso di una delle tante marce della morte dirette al campo di Mauthausen il 3 febbraio 1945. |
| 14 aprile 2021    | Via Delle Forze Armate, 175 45°27′38.51″N 9°07′02.73″E |                   | QUI ABITAVA REBECCA ABOLAFFIA VARON NATA 1891 ARRESTATA 4.12.1943 DEPORTATA AUSCHWITZ ASSASSINATA 6.2.1944                    | Rebecca Abolaffia Varon (Gallipoli (Turchia), 10 luglio 1891 - Auschwitz, 6 febbraio 1944), Sposa Moise Varon ed avrà quattro figli: Allegrina Varon, Ida Varon, Lucia Varon, Elia Varon. La famiglia, cittadinanza italiana, alla fine della Grande Guerra si stabilisce a Milano. Il marito, commerciante, muore nel 1940. Dopo l'8 settembre 1943 si intensifica la caccia agli ebrei: Rebecca è arrestata il 4 dicembre e carcerata con la figlia Ida a San Vittore ed il 30 gennaio 1944 deportate dal Binario 21 con il trasporto 24 destinate al campo di Auschwitz. Saranno assassinate all’arrivo. |
| 14 aprile 2021    | Via Delle Forze Armate, 175 45°27′38.51″N 9°07′02.73″E |                   | QUI ABITAVA ALLEGRINA VARON NATA 1914 ARRESTATA DIC. 1944 DEPORTATA RAVENSBRÜCK ASSASSINATA                                   | Allegrina Varon (Gallipoli (Turchia), 09 ottobre 1914 - Ravensbrück, ???) figlia di Moise Varon e Rebecca Abolaffia Varon, dopo l'arresto della madre e della sorella Ida, nascosta, sfugge all'arresto ancora per un anno, ma a dicembre 1944 è deportata a Bolzano prima e, il 14 dicembre 1944 con il trasporto 112, al campo di Ravensbrück. Di lei non si saprà più nulla. |
| 14 aprile 2021    | Via Delle Forze Armate, 175 45°27′38.51″N 9°07′02.73″E |                   | QUI ABITAVA IDA VARON NATA 1918 ARRESTATA 3.12.1943 DEPORTATA AUSCHWITZ ASSASSINATA 6.2.1944                                  | Ida Varon (Gallipoli (Turchia), 28 agosto 1918 - Auschwitz, 6 febbraio 1944), Figlia di Moise Varon e Rebecca Abolaffia Varon, sorella di Allegrina, Dopo l'8 settembre 1943 e l'intensificarsi della caccia agli ebrei, Ida, con la madre Rebecca è arrestata il 4 dicembre e carcerata a San Vittore ed il 30 gennaio 1944 deportata dal Binario 21 con il trasporto 24 destinata al campo di Auschwitz. Saranno assassinate all’arrivo. |
| 26 gennaio 2022   | Via delle Forze Armate, 179 45°27′35.3″N 9°07′01.95″E  |                   | QUI ABITAVA MOISÈ VARON NATO 1881 ARRESTATO 5.12.1943 DEPORTATO AUSCHWITZ ASSASSINATO 6.2.1944                                | Moisè Varon (Gallipoli (Turchia), 2 marzo 1881 - Auschwitz, 6 febbraio 1944), figlio di Isaia Varon e Gioia Habib. Sposa Rebecca Yohai, avranno due figli: Signurù, omonima della nonna materna e Vitali. Non è definito l'anno di trasferimento della famiglia a Milano. Venditore ambulante, Moisè è arrestato con Rebecca e la figlia Signurù il 5 dicembre 1943, detenuti a San Vittore, il 30 gennaio 1944 deportati con il “Trasporto 24”, partito dal Binario 21 della stazione Centrale di Milano e destinato ad Auschwitz. Moisè e Rebecca sono immediatamente uccisi all’arrivo, mentre non è conosciuto il luogo e la data del decesso della figlia. Unico famigliare superstite della famiglia Varon, il figlio Vitali. |
| 26 gennaio 2022   | Via delle Forze Armate, 179 45°27′35.3″N 9°07′01.95″E  |                   | QUI ABITAVA REBECCA YOHAI VARON NATA 1882 ARRESTATA 5.12.1943 DEPORTATA AUSCHWITZ ASSASSINATA 6.2.1944                        | Rebecca Yohai Varon (Gallipoli (Turchia), 8 aprile 1882 - Auschwitz, 6 febbraio 1944), figlia di Haim e di Signurù Varon. Moglie di Moisè Varon, avrà due figli: Signurù, omonima della nonna materna e Vitali. Trasferitasi con marito e figli a Milano in data incerta, è con essi arresta il 5 dicembre 1943, detenuta a San Vittore, il 30 gennaio 1944 deportata con il “Trasporto 24”, partito dal Binario 21 della stazione centrale di Milano e destinata ad Auschwitz. Moisè e Rebecca sono immediatamente uccisi all’arrivo, mentre non è conosciuto il luogo e la data del decesso della figlia. Unico famigliare superstite della famiglia Varon, il figlio Vitali. |
| 26 gennaio 2022   | Via delle Forze Armate, 179 45°27′35.3″N 9°07′01.95″E  |                   | QUI ABITAVA SIGNURU' VARON NATA 1914 ARRESTATA 5.12.1943 DEPORTATA AUSCHWITZ ASSASSINATA                                      | Signurù Varon (Gallipoli (Turchia), 23 gennaio 1914 - ???), figlia diMoisè e Rebecca Yohai con la famiglia è arrestata il 5 dicembre 1943, detenuta a San Vittore, il 30 gennaio 1944 deportata con il “Trasporto 24”, partito dal Binario 21 della stazione centrale di Milano destinato Auschwitz. I genitori immediatamente assassinati all’arrivo, mentre non è conosciuto il luogo e la data del suo decesso. Unico superstite della famiglia Varon il fratello Vitali. |
| 26 gennaio 2022   | Via Carcano, 5 45°28′29.07″N 9°08′53.88″E              |                   | QUI ABITAVA LEONE LATIS NATO 1886 ARRESTATO NOV. 1943 DEPORTATO AUSCHWITZ ASSASSINATO                                         | Leone Latis (Modena, 4 giugno 1886 - Auschwitz-Birkenau, ???), da famiglia della media borghesia ebraica, laureato in legge svolge un'attività commerciale. Sposa Annita Bolaffi dalla quale avrà due figli. Si trasferiscono a Milano raggiungendo il fratello Giuseppe e la sua famiglia. I legami familiari saranno di sostegno nell'affrontare le persecuzioni all'emanazione delle leggi razziali, in conseguenza delle quali i figli furono espulsi dagli istituti che frequentavano. Sfollano a Imbersago ai primi bombardamenti alleati su Milano. Dopo l'8 settembre 1943 riesce a passare in Svizzera, ma è respinto ed arrestato con la moglie e la figlia e rinchiusi prima a San Vittore quindi deportati ad Auschwitz-Birkenau col convoglio partito dal Binario 21. Leone e la moglie sono assassinati nella camera a gas all'arrivo al campo. Il fratello Giuseppe, rientrato dalla Svizzera dopo la Liberazione, iniziò le ricerche dei suoi cari. Da allora, la memoria della famiglia Latis è tenuta viva ed alimentata dai suoi discendenti. |
| 26 gennaio 2022   | Via Carcano, 5 45°28′29.07″N 9°08′53.88″E              |                   | QUI ABITAVA ANNITA BOLAFFI LATIS NATA 1892 ARRESTATA NOV. 1943 DEPORTATA AUSCHWITZ ASSASSINATA                                | Annita Bolaffi Latis (Osimo, 7 agosto 1892 - Auschwitz-Birkenau, ???), moglie di Leone Latis da cui avrà due figli. Trasferita la famiglia da Modena a Milano, si ricongiunge con la famiglia del cognato già residente. I legami familiari saranno di sostegno nell'affrontare le persecuzioni all'emanazione delle leggi razziali. Sfollano a Imbersago ai primi bombardamenti alleati su Milano. Dopo l'8 settembre 1943 la famiglia riesce a passare in Svizzera, ma sono respinti, arrestati e rinchiusi prima a San Vittore quindi deportati ad Auschwitz-Birkenau col convoglio partito dal Binario 21. Annita ed il marito sono assassinati nella camera a gas all'arrivo al campo. |
| 26 gennaio 2022   | Via Carcano, 5 45°28′29.07″N 9°08′53.88″E              |                   | QUI ABITAVA LILIANA LATIS NATA 1921 ARRESTATA NOV. 1943 DEPORTATA AUSCHWITZ ASSASSINATA                                       | Liliana Latis (Modena, 15 giugno 1921 - Auschwitz-Birkenau, ???), figlia di Leone Latis e Annita Bolaffi. Trasferitasi a Milano con la famiglia, allestisce col fratello e due cugini un teatrino di marionette che sarà d'aiuto nell'alleviare le sofferenze delle persecuzioni conseguenti all'emanazione delle leggi razziali del 1938. Riesce a diplomarsi alle Magistrali, unica tra i cugini. Sfollata la famiglia a Imbersago ai primi bombardamenti alleati su Milano, dopo l'8 settembre 1943 riescono a passare in Svizzera ma, respinti, sono arrestati e rinchiusi prima a San Vittore quindi deportati ad Auschwitz-Birkenau col convoglio partito dal Binario 21. I genitori sono assassinati nella camera a gas all'arrivo al campo. Liliana fu segnalata ancora in vita nel campo ad agosto, non se ne seppe più nulla. |
| 23 gennaio 2023   | Via Morgantini, 3 45°28′15.42″N 9°08′10.78″E           |                   | QUI ABITAVA MARIO SORDINI NATO 1914 ARRESTATO 20.12.1944 DEPORTATO FLOSSENBÜRG ASSASSINATO 6.3.1945                           | Mario Sordini (Bagnolo Mella, 29 agosto 1914 - Flossenbürg, 6 marzo 1945), figlio di Giovanni Battista e Francesca Giuseppina Ferri; il padre ferroviere, antifascista, è trasferitorito a Milano dove alloggia con tutta la famiglia nelle case dei ferrovieri all’Ortica. Mario è elettricista alla OLAP,. Dopo l'armistizio dell'8 settembre 1943 il fratello Adamo sale in montagna, ma nel marzo 1944 è arrestato e deportato a Mauthausen , sopravvive. Mario invece continua a lavorare alla OLAP, dove è responsabile del Fronte della Gioventù e partigiano nella 116ª Brigata Garibaldi SAP. È catturato il 20 dicembre 1944 dai fascisti, trasferito a San Vittore, quindi Bolzano da dove è deportato nel Reich destinato a Flossenbürg dove muore il 6 marzo 1945. |
| 15 novembre 2024  | Via Cantoni Giovanni, 6 45°27′52.22″N 9°09′44.4″E      |                   | QUI ABITAVA GINO MARINI NATO 1894 ARRESTATO 25.5.1944 INTERNATO FOSSOLI ASSASSINATO 12.7.1944 CIBENO DI CARPI                 | Gino Marini (Lodi, 13 settembre 1894 - Poligono di tiro di Cibeno, Carpi, 12 luglio 1944), partigiano, celibe, colonnello del 21º Reggimento artiglieria terrestre "Trieste". Dopo l'armistizio dell'8 settembre 1943 entra nella Resistenza tra le file dei GAP milanesi. È arrestato su delazione il 25 maggio 1944, insieme al generale Giuseppe Robolotti ed il generale Bortolo Zambon incarcerato a San Vittore, quindi trasferito a Fossoli, dove è fucilato il 12 luglio 1944, insieme ad altri 66 martiri, in quello che conosciamo come "eccidio di Cibeno". Decorato con medaglia d’argento al Valor militare alla memoria, riposa nel cimitero di Lodi. |
| 15 novembre 2024  | Via Del Maino Giasone, 4 45°27′49.32″N 9°09′11.29″E    |                   | QUI ABITAVA NAPOLEONE TIRALE NATO 1889 ARRESTATO 25.11.1944 INTERNATO FOSSOLI ASSASSINATO 12.7.1944 CIBENO DI CARPI           | Napoleone Tirale (Lonato, 2 luglio 1889 - Poligono di tiro di Cibeno, Carpi, 12 luglio 1944), partigiano, avvocato, figlio di Giacomo e da Dorina (Teodora) Briola, coniugato con Annetta Chimeri che sposa a Brescia nel 1916. Tenente colonnello del Regio Esercito, decorato della Grande Guerra. Esercita la professione forense a Milano, ma non aderisce al PNF. Richiamato alle armi nel 1939, è in Libia, Grecia, Russia. Il 15 gennaio 1941 fu nominato dal Governatore della Libia. L'armistizio dell'8 settembre 1943 lo coglie a Bassano del Grappa; rifiuta l'ordine di resa ai tedeschi e si unisce ai primi nuclei resistenziali di Bologna, Padova, e Milano, dove una delazione ne causa l'arresto il 25 novembre 194. Incarcerato a San Vittore, fino al 25 aprile 1944 a cui segue l'internamento a Fossoli, dove è fucilato il 12 luglio 1944, insieme ad altri 66 martiri, in quello che conosciamo come "eccidio di Cibeno". |
| 15 novembre 2024  | Via Carcano Filippo, 10 45°28′28.32″N 9°08′51.16″E     |                   | QUI ABITAVA ALBERTO FUGAZZA NATO 1881 ARRESTATO MAG. 1944 INTERNATO FOSSOLI ASSASSINATO 12.7.1944 CIBENO DI CARPI             | Alberto Fugazza (San Damiano al Colle, 8 luglio 1881 - Poligono di tiro di Cibeno, Carpi, 12 luglio 1944), commerciante residente a Milano, coniugato, una figlia. Scarse le notizie al suo riguardo. Riposa nel cimitero di Musocco al "Campo della Gloria". |
| 15 novembre 2024  | Via Rubens Pietro, 13 45°28′01.46″N 9°08′39.45″E       |                   | QUI ABITAVA MARIO POZZOLI NATO 1914 ARRESTATO INTERNATO FOSSOLI ASSASSINATO 12.7.1944 CIBENO DI CARPI                         | Mario Pozzoli (Milano, 27 ottobre 1914 - Poligono di tiro di Cibeno, Carpi, 12 luglio 1944), antifascista, scarse note al suo riguardo, plausibilmente a San Vittore dopo l'arresto, causa delazione, avvenuto in casa con il padre successivamente rilasciato, è tra i martiri fucilati a Fossoli nell'"eccidio di Cibeno". |
| 15 novembre 2024  | Via Fonanesi, 2 45°27′55.14″N 9°08′37.51″E             |                   | QUI ABITAVA ERNESTO CELADA NATO 1917 ARRESTATO 28.3.1944 INTERNATO FOSSOLI ASSASSINATO 12.7.1944 CIBENO DI CARPI              | Ernesto Celada (Mantova, ??? 1917 - Poligono di tiro di Cibeno, Carpi, 12 luglio 1944), coniugato, sergente maggiore di cavalleria, dopo l'armistizio dell'8 settembre 1943 entra nella rete informativa alleata operante nella Pianura Padana. Arrestato e tradotto a San Vittore il 22 aprile 1944, successivamente internato a Fossoli dove è fucilato il 12 luglio 1944 in quello che conosciamo come "eccidio di Cibeno". |
| 15 novembre 2024  | Via Tracia, 3 45°28′16.88″N 9°08′08.01″E               |                   | QUI ABITAVA ARTURO PASUT NATO 1906 ARRESTATO FEB. 1944 INTERNATO FOSSOLI ASSASSINATO 12.7.1944 CIBENO DI CARPI                | Arturo Pasut (Maniago, 1 giugno 1906 - Poligono di tiro di Cibeno, Carpi, 12 luglio 1944), coniugato con Maria Slongo, sposata a Parigi il 13 agosto 1938. Probabilmente espatriato per motivi politici. Arrestato è incarcerato a San Vittore nel febbraio 1944 prima dell'internamento a Fossoli dove è fucilato il 12 luglio 1944 in quello che conosciamo come "eccidio di Cibeno". |
| 13 marzo 2025     | Via Caccialepori, 4 45°28′03.96″N 9°08′38.55″E         |                   | QUI ABITAVA ANGELO BARBAGLIA NATO 1896 ARRESTATO 3.3.1944 DEPORTATO MAUTHAUSEN ASSASSINATO 15.9.1945 HARTHEIM                 | Angelo Barbaglia (Milano, 29 settembre 1896 - castello di Hartheim, 5 maggio 1945), antifascista, comunista, figlio di Biagio e Isolina Meazza. Miltante del PCd'I, lavora come meccanico all'Alfa Romeo dove organizza lo scipoero generale del marzo 1944. In conseguenza è arrestato il 3 marzo, trasferito a San Vittore prima della deportazione nel Reich con destinazione Mauthausen dove giunge l’11 marzo, matricola 56921. Trasferito al sottocampo di Ebensee, quindi a Hartheim, dove muore il 15 settembre 1944. |
| 13 marzo 2025     | Via del Caravaggio, 2 45°27′38.06″N 9°09′46.18″E       |                   | QUI ABITAVA MARIA FONTANIN FILLINICH NATA 1889 ARRESTATA 15.6.1944 DEPORTATA RAVENSBRÜCK ASSASSINATA MARTO 1945               | Maria Fontanin Fillinich (Maniago, 8 novembre 1889 - Ravensbrück, marzo 1945). Nel marzo del 1919 sposa Aldo Fillinich, antifascista triestino di origine croata, e si trasferiscono a Milano. Dpopo l'armistizio dell'8 settembre 1943 , Fillinich, già sottoposto fin dal 1940 a misure di polizia, entra nella Resistenza aggregandosi alle formazioni attive nel marchigiano. Per rappresaglia la polizia fascista arresta Maria il 15 giugno 1944, incarcerata a San Vittore, quindi inviata a Bolzano, da dove, il 21 agosto è deportata nel Reich, destinazione Ravensbrück, matricola 77354. Muore al campo nel marzo 1945. |
| 13 marzo 2025     | Via Raffaello Sanzio, 4 45°28′10.05″N 9°09′13.46″E     |                   | QUI ABITAVA OTELLO GHIRARDELLI NATO 1895 ARRESTATO 2.3.1944 DEPORTATO MAUTHAUSEN ASSASSINATO 7.8.1944                         | Otello Ghirardelli (Ferrara, 8 febbraio 1895, - Mauthausen, 7 agosto 1944), coniugato con Maddalena Del Miglio, impiegato al Corriere della Sera. Per la sua partecipazione allo sciopero generale del primo marzo 1944, il giorno successivo è prelevato da casa e trasferito a San Vittore con alcuni colleghi. Il 4 marzo sono deportati nel Reich con destinazione Mauthausen, matricola 57586, muore al campo il 7 agosto 1944. |

### Municipio 8
Il Municipio 8 di Milano accoglie ufficialmente 22 pietre d'inciampo.
| Pietra d'inciampo | Pietra d'inciampo                                   | Pietra d'inciampo | Pietra d'inciampo                                                                                                | Note biografiche |
| Data di posa      | Luogo di posa                                       | Stolpersteine     | Incisione | Note biografiche |
| ----------------- | --------------------------------------------------- | ----------------- | --- | --- |
| 25 gennaio 2019   | Via Catullo, 10 45°27′02.82″N 9°08′36.37″E          |                   | QUI ABITAVA FERRUCCIO CODÉ NATO 1910 ARRESTATO FEB. 1944 DEPORTATO MAUTHAUSEN ASSASSINATO 19.4.1945              | Ferruccio Codè (Reggio Emilia, 19 maggio 1910 - Mauthausen, 19 aprile 1945), figlio di Luigi e Giuseppina Codè. Perde il padre ad otto anni. A sedici anni lavora come operaio stuccatore, aderisce al Partito Comunista clandestino; arrestato il 2 maggio è condannato dal Tribunale Speciale per la Difesa dello Stato per “appartenenza al Partito Comunista e porto abusivo d’arma insidiosa”. Esce dal carcere per fine pena il 10 dicembre 1929. Nel 1935 è nuovamente condannato a otto anni di confino alle isole Tremiti: ne esce dopo il 25 luglio 1943. Riprende l'attività nella Resistenza inserito nella 121ª Brigata Garibaldi. Ancora arrestato nel febbraio 1944 è incarcerato a San Vittore, da qui alla Caserma Umberto I° di Bergamo e pochi giorni dopo deportato a Mauthausen dove muore poco prima della liberazione del campo. |
| 25 gennaio 2019   | Via Farini, 5 45°29′01.54″N 9°10′54.16″E            |                   | QUI LAVORAVA AMBROGIO COLOMBO NATO 1911 ARRESTATO 28.8.1944 DEPORTATO DACHAU ASSASSINATO 3.2.1945 BUCHENWALD     | Ambrogio Colombo (Milano, 29 ottobre 1911 - Buchenwald, 3 febbraio 1945), figlio di Angelo e Paolina Lunghini. È coniugato e ha un figlio. Operaio nella piccola tipografia di cui è titolare Enrico Pozzoli. Il 28 agosto 1944 i militi della Guardia Nazionale Repubblicana fanno irruzione nella tipografia di Via Farini 5: trovano il Pozzoli ed il Colombo oltre ad un “cliente”, Carlo Giudici (falso nome, in realtà Carlo Venegoni). Per conto del “cliente” la tipografia stampava giornali clandestini, false licenze per militari, false tessere di circolazione per autoveicoli ed altro ancora. Dopo pochi giorni la G.N.R. li consegna alla Polizia Politica tedesca con la raccomandazione dell'invio in campo di concentramento. Il 7 settembre 1944 i tre sono deportati a Bolzano: Carlo Venegoni evade poco dopo; Ambrogio Colombo è deportato a Dachau il 5 ottobre 1944 e muore a Buchenwald il 3 febbraio 1945. |
| 25 gennaio 2019   | Via Farini, 5 45°29′01.54″N 9°10′54.16″E            |                   | QUI LAVORAVA ENRICO POZZOLI NATO 1895 ARRESTATO 28.8.1944 DEPORTATO MAUTHAUSEN ASSASSINATO 16.1.1945             | Enrico Pozzoli (Niguarda, 19 febbraio 1895 - Mauthausen, 20 novembre 1944), figlio di Francesco e Luigia Restelli; sposa Luisa Cerri ed avrà due figli: Annamaria e Sergio; partecipa alla 1ª guerra mondiale ed è congedato con il grado di caporale maggiore. Titolare della piccola tipografia di Via Farini 5. Il 28 agosto 1944 i militi della Guardia Nazionale Repubblicana fanno irruzione nella tipografia: trovano Pozzoli ed il suo operaio Ambrogio Colombo, oltre ad un “cliente”, Carlo Giudici (falso nome, in realtà Carlo Venegoni). Per conto del “cliente” la tipografia stampava giornali clandestini, false licenze per militari, false tessere di circolazione per autoveicoli ed altro ancora. Dopo pochi giorni la G.N.R. li consegna i tre alla Polizia Politica tedesca con la raccomandazione dell'invio in campo di concentramento. Il 7 settembre 1944 sono deportati a Bolzano: Carlo Venegoni evade poco dopo; Enrico Pozzoli è deportato a Mauthausen il 20 novembre 1944, dove muore il 16 gennaio 1945.     |
| 25 gennaio 2019   | Via Monte Rosa, 18 45°28′23.31″N 9°09′06.56″E       |                   | QUI ABITAVA LELIO SILVERA NATO 1875 ARRESTATO 2.12.1943 DEPORTATO AUSCHWITZ ASSASSINATO 6.2.1944                 | Lelio Silvera (Aleppo (Siria), 1º gennaio 1875 - Auschwitz, 6 febbraio 1944), figlio di Salomone e Bolisa Ades, in una famiglia con ben 10 fratelli. Sposa Bahia Laniado. Di nazionalità italiana i coniugi Silvera stabiliscono la residenza a Milano, dove Lelio esercita l'attività di esportatore di tessuti. Il figlio maggiore, Salomone, nel 1937 si trasferisce in Egitto per poter proseguire gli studi. La famiglia resta a Milano, sottovalutando le conseguenze delle leggi razziali emanate nel 1938. I due coniugi, con la figlia Violetta, sono arrestati a Porto Ceresio (VA) mentre cercano di riparare in Svizzera. Il loro percorso diventa identico a quello di tanti altri: carcere di Varese, carcere di San Vittore, deportazione ad Auschwitz. Nessuno supera la selezione all'arrivo e vengono inviati direttamente alle camere a gas il 6 febbraio 1944. |
| 25 gennaio 2019   | Via Monte Rosa, 18 45°28′23.31″N 9°09′06.56″E       |                   | QUI ABITAVA BAHIA LANIADO SILVERA NATA 1891 ARRESTATA 2.12.1943 DEPORTATA AUSCHWITZ ASSASSINATA 6.2.1944         | Bahia Laniado Silvera (Aleppo (Siria), 10 gennaio 1891 - Auschwitz, 6 febbraio 1944), figlia di Ezra e Zarifa Battino, Moglie di Lelio Silvera, madre di Salomone e Violetta. Condivide il tragico destino del marito e della figlia: arrestati a Porto Ceresio (VA) mentre cercano di riparare in Svizzera, il loro percorso diventa identico a quello di tanti altri: carcere di Varese, San Vittore, deportazione ad Auschwitz. Nessuno supera la selezione all'arrivo nel campo di Auschwitz, inviati direttamente alle camere a gas il 6 febbraio 1944. |
| 25 gennaio 2019   | Via Monte Rosa, 18 45°28′23.31″N 9°09′06.56″E       |                   | QUI ABITAVA VIOLETTA SILVERA NATA 1924 ARRESTATA 2.12.1943 DEPORTATA AUSCHWITZ ASSASSINATA 6.2.1944              | Violetta Silvera (Milano, 17 gennaio 1924 - Auschwitz, 6 febbraio 1944), figlia di Lelio Silvera e Bahia. Condividerà il tragico destino dei genitori: arrestati a Porto Ceresio (VA) mentre cercano di riparare in Svizzera, il loro percorso diventa identico a quello di tanti altri: carcere di Varese, carcere di San Vittore, deportazione ad Auschwitz. Nessuno supera la selezione all'arrivo nel campo di Auschwitz, inviati direttamente alle camere a gas il 6 febbraio. |
| 15 gennaio 2020   | Via Ceresio, 3 45°28′59.06″N 9°10′50.34″E           |                   | QUI ABITAVA COSTANTINO CODINI NATO 1912 ARRESTATO FEB. 1944 DEPORTATO MAUTHAUSEN ASSASSINATO 14.6.1944 EBENSEE   | Costantino Codini (Nibbiola, 27 gennaio 1912 - Ebensee, 14 giugno 1944), figlio di Luigi e Margherita Bertini, ultimo di quattro figli. Di professione muratore, nel 1937 sposa Luigia Morlandi; trasferiti a Milano, Costantino trova lavoro come manovratore all'ATM; nel 1939 nasce il figlio Natale. Dopo l'8 settembre 1943 è attivo oppositore del regime all'interno dell'ATM . È arrestato, mentre è in servizio, dai legionari della Muti il 28 febbraio 1944, accusato di diffondere volantini incitanti allo sciopero che sarebbe iniziato due giorni dopo. Incarcerato a San Vittore, il 4 marzo è caricato sul ”Trasporto 33” diretto a Mauthausen, giungendovi il 13 marzo 1944. Numero di matricola 57563. Trasferito ad Ebensee, dove è impiegato nello scavo delle gallerie. Muore il 14 giugno 1944. |
| 15 gennaio 2020   | Via Pagano, 50 45°28′08.35″N 9°09′43.78″E}          |                   | QUI ABITAVA ANNA RABINOFF SCHWEINÖSTER NATA 1881 ARRESTATA 13.10.1943 DEPORTATA AUSCHWITZ ASSASSINATA 11.12.1943 | Anna Rabinoff Schweinöster (Simferopoli (Crimea), 1 aprile 1881 - Auschwitz, 11 dicembre 1943), figlia di Gregorio e Fanny Niegensky, famiglia di proprietari terrieri. È tra le prime donne in Russia a laurearsi in odontoiatria. Viene a Milano a studiare canto. Sposa Georg Schweinöster, bavarese, spedizioniere. Allo scoppio della Grande Guerra la famiglia si trasferisce a Zurigo, dove nel 1917 nasce il secondo figlio dopo che il primo è deceduto dopo solo qualche mese di vita. Finita la Guerra, la famiglia rientra a Luino e poco dopo si trasferisce a Milano. Nel 1927 rimane vedova. A seguito dell'emanazione delle leggi razziali del 1938, Anna con il figlio si trasferisce a Bombay, dove questi inizia a lavorare come spedizioniere, seguendo le orme del padre. Anna, malauguratamente, rientra in Italia. Già censita nel 1938 come ebrea, viene arrestata il 13 ottobre 1943 e carcerata a San Vittore: il 6 dicembre 1943 con il “Trasporto 12” è deportata ad Auschwitz dove viene assassinata all'arrivo. |
| 17 gennaio 2020   | Via Principe Eugenio, 15 45°29′21.12″N 9°09′47.98″E |                   | QUI ABITAVA GIOVANNI DOLFI NATO 1914 ARRESTATO 10.3.1944 DEPORTATO MAUTHAUSEN ASSASSINATO 24.3.1945              | Giovanni Dolfi (Milano, 8 marzo 1914 - Mauthausen, 24 marzo 1945), sesto ed ultimo figlio di Francesco ed Ermelinda Paganelli. Consegue il diploma di disegnatore tecnico. Lavora alla Innocenti di Lambrate nel reparto minuteria. Fervente antifascista, è attivo nella cellula delle Brigate Garibaldi operante all'interno dello stabilimento. Partecipa allo sciopero generale indetto dal C.L.N.A.I. che inizia il 1º marzo 1944 e prosegue per otto giorni. Il 10 marzo 1944 le SS arrestano 15 operai tra cui Giovanni. Condotto a San Vittore, dopo pochi giorni è trasferito alla caserma Umberto I° di Bergamo e da qui il 16 marzo con il “Trasporto 34” è deportato a Mauthausen, matricola 58839. È trasferito a Gusen e successivamente ad Auschwitz. Ritornato a Mauthausen. Muore il 24 marzo 1945. |
| 17 gennaio 2020   | Via Rosa, 13 45°29′44.13″N 9°08′32.23″E             |                   | QUI ABITAVA ORESTE GIUDICI NATO 1918 ARRESTATO MAR.1944 DEPORTATO MAUTHAUSEN ASSASSINATO 8.4.1945                | Oreste Giudici (Milano, 23 febbraio 1918 - Gusen, 6 marzo 1945), figlio di Costante e Ines Goria. Per diletto, si dedica alla pittura con discreto successo, alcune sue opere sono conservate in collezioni private. Non è espressamente nota la sua attività antifascista, ma è arrestato nel marzo 1944 nella repressione seguita allo sciopero del 1º marzo. Incarcerato a San Vittore, il 4 marzo è deportato con il ”Trasporto 33” a Mauthausen giungendovi il 13 marzo 1944, matricola 57588. Trasferito a Gusen, Il 6 marzo 1945 entra all'infermeria del campo di Mauthausen. Assassinato l'8 aprile 1945. |
| 17 gennaio 2020   | Via Oriani, 54 45°30′01.82″N 9°07′59.93″E           |                   | QUI ABITAVA DAVIDE PEDRETTI NATO 1903 ARRESTATO 23.12.1944 DEPORTATO MAUTHAUSEN ASSASSINATO 4.5.1945 GUSEN       | Davide Pedretti (Milano, 2 agosto 1903 - Gusen, 4 maggio 1945), figlio di Luigi e Luigia Ripamonti. Nel giugno del 1927 sposa Disolina Luvoni dalla quale avrà due figli. Falegname, partecipa alla Resistenza, sarà comandante del distaccamento della 111ª Brigata Garibaldi. Agevola l'ingresso nelle formazioni della Resistenza armata. Imprudentemente detiene in casa volantini e armi. Il 23 dicembre 1944 militi fascisti, lo arrestano in casa con la moglie ed il figlio maggiore; questi ultimi saranno rilasciati, Davide è deportato a Bolzano. Da qui il 1º febbraio 1945 con il ”Trasporto 119” destinato a Mauthausen, matr. 126338. Il 15 marzo 1945 è trasferito a Gusen. Muore il giorno prima della liberazione del campo. |
| 1 febbraio 2021   | Via Procaccini, 43 45°28′58.15″N 9°10′10.2″E        |                   | QUI ABITAVA TULLIO COLOMBO NATO 1913 ARRESTATO 29.10.1943 INCARCERATO MILANO S.VITTORE ASSASSINATO 20.11.1943    | Tullio Colombo (Milano, 10 aprile 1913 - ???, 20 novembre 1943), figlio di Angelo Colombo ed Ernestina Lattes. Sposa Irma Luigia Nova ed hanno una figlia. Conduce un negozio nel centro di Milano. Dopo l’armistizio insieme alla sorella Lidia e le rispettive famiglie si rifugia ad Erve. Il 29 ottobre 1943 é vittima di un tranello tesogli da un suo commesso infedele che lo costringe a tornare al negozio facendogli credere aver subito, il negozio, un furto; troverà ad attenderlo i militi fascisti che lo arrestano e lo portano a San Vittore. La mattina del 20 novembre 1943, in località sconosciuta, è ucciso a bruciapelo e la sua salma non verrà mai ritrovata. |
| 14 aprile 2021    | Via Sarpi, 10 45°28′55.44″N 9°10′46.41″E            |                   | QUI ABITAVA LUIGI VERCESI NATO 1914 ARRESTATO 23.2.1944 DEPORTATO FOSSOLI ASSASSINATO 12.7.1944 FOSSOLI CIBENO   | Luigi Vercesi (Genova, 21 giugno 1914 - Fossoli, 12 luglio 1944), figlio di un maresciallo della Guardia di Finanza. Svolge il servizio militare in marina a Taranto dove, nel 1935, conosce e sposa Maria Schinaia, da cui avrà una figlia. Si trasferisce a Milano dopo il congedo. Non risponde ai bandi di arruolamento della Repubblica Sociale ed è arrestato di conseguenza il 23 giugno 1944 e tradotto a San Vittore>. Deportato nel campo di Fossoli è tra i 67 martiri fucilati il 12 luglio 1944 presso il poligono di tiro di Cibeno. La sua sarà la prima salma riesumata il 18 maggio 1945. |
| 26 gennaio 2022   | Via Ceresio, 3 45°28′58.83″N 9°10′50.16″E           |                   | QUI ABITAVA LUIGI SCHEZZI NATO 1914 ARRESTATO 29.2.1944 DEPORTATO MAUTHAUSEN ASSASSINATO 12.4.1945               | Luigi Schezzi (Milano, 17 gennaio 1914 - Mauthausen, 12 aprile 1945), coniugato con Elda Rampinelli, è padre di due figli. Antifascista, tra le file delle formazioni di Giustizia e Libertà, è arrestato dai fascisti il 29 febbraio 1944 e incarcerato a San Vittore e probabilmente a Fossoli prima della deportazione nel Reich dove giunge al campo di Mauthausen l'11 marso 1944, matricola 57419. Trasferito a Gusen, rientra a Mauthauen nell'infermeria del campo dove muore il 12 aprile 1945. Riconosciuto dal Ministero della Difesa il 5 novembre 2010 come “Partigiano combattente per la libertà d’Italia, 1943-1945”.. |
| 23 gennaio 2023   | Via Varesina, 80 45°29′54.38″N 9°08′40.58″E         |                   | QUI ABITAVA MARIO ORIANI NATO 1925 ARRESTATO 12.1.1945 DEPORTATO ASSASSINATO 22.3.1945 FÜRTH                     | Mario Oriani (Milano, 4 ottobre 1925 - Langenzenn, 22 marzo 1945), figlio di Carlo e Maria Bonsignori, nell'aprile 1943 è esonerato dal servizio militare. Dopo l'armistizio dell'8 settembre 1943 entra a far parte della Brigata partigiana ‘Carlo Pisacane’ operante nel lecchese, comasco, bergamasca. Nel 1944 non risponde alla nuova chiamata di arruolamento della RSI, come conseguenza nel gennaio 1945 i fascisti dell’VIII Brigata Nera Aldo Resega lo arrestano per diserzione trasferendolo a San Vittore, da dove il 13 febbraio 1945, con uno dei tanti treni della morte partiti dal Binario 21 della Stazione Centrale è deportato nel Reich. Trasferito nel carcere di Norimberga, quindi al lager di Langenzenn, gestito direttamente dalla Gestapo, dove muore il 22 marzo 1945. Seppellito nel cimitero della vicina Fürth. |
| 23 gennaio 2023   | Via Vincenzo Monti, 92 45°28′36.04″N 9°09′42.81″E   |                   | QUI ABITAVA LUIGI BASSI NATO 1895 ARRESTATO 21.3.1944 DEPORTATO MAUTHAUSEN ASSASSINATO 28.1.1945 GUSEN           | Luigi Bassi (Budrio, 4 giugno 1895 - Gusen, 28 gennaio 1945), figlio di Filippo e Emilia Rambaldi, sposa Luisa Federici, due figlie. Antifascista, aderisce al Partito Socialista Italiano. È arrestato il 21 marzo 1944 e rinchiuso a San Vittore, trasferito a Fossoli, dal quale è deportato a Mauthausen. Infine il 13 dicembre 1944 è trasferito a Gusen, dove muore il 28 gennaio 1945. |
| 7 marzo 2024      | Via Caselle, 41 45°29′42.22″N 9°08′35.21″E          |                   | QUI ABITAVA LEA BEHAR NATA 1900 ARRESTATA 8.11.1943 DEPORTATA AUSCHWITZ ASSASSINATA                              | Lea Rebecca Behar (Istanbul, 14 marzo 1900 - Auschwitz, ???), figlia di Abramo e Sara Gallico, ottenuta per tutta la famiglia la cittadinanza italiana si tarferice a Milano, sposa Giuseppe Dana, dal quale avrà due figlie: Sara Dana e Stella. L'emanazione nel 1938 delle Leggi razziali fasciste significa per Lea discriminazione e persecuzione. Alla morte del marito e per sfuggire i bombardamenti ottiene ospitalità a Cantù fino all'arresto da parte dei Nazisti nell'ottobre del 1943. Dal carcere di San Vittore è deportata ad Auschwitz dove giunge l'11 dicembre del '43. Muore nel campo in data incerta. |
| 7 marzo 2024      | Via Caselle, 41 45°29′42.22″N 9°08′35.21″E          |                   | QUI ABITAVA SARA DANA NATA 1927 ARRESTATA 29.12.1943 DEPORTATA AUSCHWITZ ASSASSINATA                             | Sara Dana (Milano, 16 ottobre 1927 - Auschwitz, ???), figlia di Giuseppe e Lea Rebecca Behar, dall'ospedale Santa Corona di Pietra Ligure dove è ricoverata spedisce una cartolina alla madre e alla sorella rientrate a Milano, dove la madre è arrestata. Quella cartolina è intercettata da un o una delatrice che la denuncia, permettendo ai nazisti di risalire a lei e provvedere all'arresto e successiva deportazione ad Auschwitz, dove l'attende la medesima tragica sorte della madre. |
| 13 marzo 2025     | Via Sidney Sonnino, 2 45°29′37.11″N 9°08′55.63″E    |                   | QUI ABITAVA GIOVANNI BERGAMASCHI NATO 1914 ARRESTATO 18.12.1944 DEPORTATO MAUTHAUSEN ASSASSINATO 21.4.1945 GUSEN | Giovanni Bergamaschi (Milano, 14 agosto 1914 - Gusen, 21 aprile 1945), partigiano, comunista, figlio di Stefano ed Elvira De Angeli, coniugato con Ginetta Lotterio. Esonerato dalla leva in quanto occupato in azienda fornitrice dell'Regio esercito, iscritto al PCd'I, settembre 1944 entra nella Resistenza tra le file della "121ª Brigata Garibaldi". Su delazione, i militi della GNR, nell'azienda in cui è occupato Giovanni, trovano e sequestrano armi della Brigata. Bergamaschi, arrestato insieme a tre compagni, tra cui Ezio Bortolotti è trasferito a Bollate, quindi San Vittore, Bolzano ed infine ai primi di febbraio è deportato nel Reich con destinazione Mauthausen, matricola 126044. Trasferito a Gusen,muore al campo il 21 aprile 1945. |
| 13 marzo 2025     | Via via Gadames, 119 45°30′05.38″N 9°07′22.04″E     |                   | QUI ABITAVA EZIO BORTOLOTTI NATO 1923 ARRESTATO 18.12.1944 DEPORTATO MAUTHAUSEN ASSASSINATO 30.4.1945 GUSEN      | Ezio Bortolotti (Curtatone, 12 settembre 1923 - Gusen, 30 aprile 1945), figlio di Adolfo e Gina Rizzi. Arrestato con le stesse modalità e stessa accusa del compagno di lavoro Giovanni Bergamaschi, ne condivide il tragico destino. Muore a Gusen il 30 aprile 1945il. |
| 13 marzo 2025     | Via Gallarate, 41 45°29′40.7″N 9°08′18.89″E         |                   | QUI ABITAVA ALICE VENTURA BATTAGLIA NATA 1894 ARRESTATA 6.8.1944 DEPORTATA RAVENSBRÜCK ASSASSINATA 5.3.1945      | Alice Ventura Battaglia (Cremosano, 2 settembre 1894 - Ravensbrück, 5 marzo 1945), figlia di Francesco, uomo di salda fede socialista, e Rosa Alpiani. Trasferitasi a Milano conosce Vittorio BattagliaLa che seguirà in tournée in Nord America dove Vittorio si esibisce come ginnasta in un circo. Rientrati nel 1922 in Italia si sposano. Alice si prodiga sostenendo la moglie di un partigiano nelle cui tasche, dopo essere impiccato, i fascisti rinvengono una lettera che svela il ruolo di Alice. Rintracciata è arrestata, trasferita a Novara, quindi Torino ed infine Bolzano da dove è deportata nel Reich con destinazione Ravensbrück. Matricola 94428, classificata "Pol" – (Politisch), muore al campo il 5 marzo 1945. |
| 13 marzo 2025     | Viale Certosa, 97 45°29′38.35″N 9°08′32.42″E        |                   | QUI ABITAVA AL VARO FILIPPI NATO 1924 ARRESTATO 22.12.1944 DEPORTATO MAUTHAUSEN ASSASSINATO 26.4.1945 GUSEN      | Alvaro Filippi (Milano, 23 aprile 1924 - Gusen, 26 aprile 1945), partigiano, comunista, figlio di Amilcare e Amalia Marani. Dopo l'armistizio dell'8 settembre 1943, col nome di "Parpaglia" entra nella Resistenza tra le file della "3ª Brigata SAP Garibaldi". Per le sue qualità e abilità guadagna il riconoscimento di caposquadra dal dicembre 1944. La confessione estorta ad un compagno catturato causa il suo arresto sul finire del mese e la reclusione a San Vittore, quindi Bolzano, da dove il primo di febbraio 1945 è deportato nel Reich con destinazioneMauthausen, matricola 126181. Il 16 febbraio è trasferito a Gusen, dove muore il 26 aprile 1945. |

### Municipio 9
Il Municipio 9 di Milano accoglie ufficialmente 16 pietre d'inciampo.
| Pietra d'inciampo | Pietra d'inciampo                                     | Pietra d'inciampo | Pietra d'inciampo                                                                                           | Note biografiche |
| Data di posa      | Luogo di posa                                         | Stolpersteine     | Incisione                                                                                                   | Note biografiche |
| ----------------- | ----------------------------------------------------- | ----------------- | --- | --- |
| 19 gennaio 2018   | Via privata Hermada, 4 45°30′53.5″N 9°11′27.94″E      |                   | QUI ABITAVA GIUSEPPE BERNA NATO 1903 ARRESTATO 11.3.1944 DEPORTATO MAUTHAUSEN DECEDUTO 10.5.1945            | Giuseppe Berna (Cinisello Balsamo, 3 settembre 1903 - Mauthausen, 10 maggio 1945), figlio di Luigi e Teresa Virginia Melzi. Sposò Maria Meroni che gli dette due figli. Si occupa presso la Breda di Sesto San Giovanni. Talentuoso Tenore, canterà anche con Luciano Tajoli, fa parte del coro del Teatro alla Scala di Milano. Dopo l'8 settembre 1943 entra nella Brigata Garibaldi occupandosi della propaganda. Animatore degli scioperi del 1944, nella notte dell'11 al 12 marzo 1944 viene arrestato a casa e portato nel carcere di San Vittore. In seguito condotto a Bergamo, rinchiuso nella Caserma Umberto I°, il 17 marzo 1944 è deportato a Mauthausen, immatricolato 58709, utilizzato per i lavori forzati. Il 24 marzo 1945 trasferito al sottocampo di Gusen, il 15 aprile a Wien-Schwechat, a metà luglio a Wien-Floridsdorf. Infine nuovamente Mauthausen dove assiste alla liberazione del campo, ma muore di stenti il 10 maggio 1945. Fu sepolto nel cimitero militare italiano di Mauthausen. Nel 1965, i suoi resti sono identificati e sepolti in una tomba non più anonima. È riconosciuto come partigiano operante con la Squadra di Azione Patriottica Daniele Martelosio dal settembre 1943 al marzo 1944. |
| 25 gennaio 2019   | Via Farini, 35 45°29′23.01″N 9°10′59.22″E             |                   | QUI ABITAVA UMBERTO CHIONNA NATO 1911 ARRESTATO 17.3.1944 DEPORTATO MAUTHAUSEN ASSASSINATO 23.4.1945        | Umberto Chionna (Brindisi, 28 gennaio 1894 - Mauthausen, 23 aprile 1945), figlio di Giacinto e Addolorata Camposeo. A quindici anni aderisce al Partito Comunista clandestino; arrestato il 2 novembre 1926, è condannato dal Tribunale Speciale per la Difesa dello Stato a tre anni di reclusione come aderente ad “organizzazione comunista”. Nuovamente arrestato nel1931 è nuovamente condannato, per attività sovversiva, a tre anni di confino a Lipari: viene liberato l'anno successivo nella ricorrenza del decennale della marcia su Roma. Si trasferisce a Milano è assunto alla Pirelli Bicocca. Dopo l'8 settembre 1943 è nella 107ª Brigata Garibaldi. A seguito dello sciopero del marzo 1944, viene arrestato e incarcerato a S. Vittore: pochi giorni dopo è deportato a Mauthausen. Trasferito a Gusen, rientra a Mauthausen il 6 marzo 1945, dove muore poco prima della liberazione del campo. |
| 25 gennaio 2019   | Via Della Pergola, 1 45°29′17.57″N 9°11′12.89″E       |                   | QUI ABITAVA VIRGINIO RIOLI NATO 1917 INTERNATO SETT. 1943 DEPORTATO MAINZ-KOSTHEIM ASSASSINATO 14.2.1945    | Virginio Rioli (Milano, 23 dicembre 1917 - Mainz-Kostheim, 14 febbraio 1945), figlio di Angelo ed Anna Colombo. Tornitore. È chiamato alle armi nell'aprile 1939; nel settembre 1943 è soldato marconista al fronte albanese, 4º Corpo d’Armata, 98ª Compagnia. Internato nel Reich, come altri 850.000 soldati italiani, rifiuta di aderire alla Repubblica di Salò e di entrare nelle divisioni repubblichine in allestimento in Germania. Sarà un I.M.I.: Internato Militare Italiano, senza i diritti dei prigionieri di guerra. Non sopravvive alle dure condizioni cui è sottoposto. Di lui resta un “Biglietto per le Forze Armate” del 24 agosto 1943 alla nipote Emma. La stessa nipote nel 2005 riesce a riportare in Italia i resti mortali dello zio, fortunosamente ritrovati in un cimitero di Francoforte, ed a farli inserire nel Sacrario dei Caduti Milanesi di Sant'Ambrogio. |
| 26 gennaio 2022   | Via Scalvini, 8 45°29′56.58″N 9°10′04.48″E            |                   | QUI ABITAVA VITTORIO MONDAZZI NATO 1913 ARRESTATO 9.9.1943 DEPORTATO CROAZIA DECEDUTO 6.5.1945 LIPIK        | Vittorio Mondazzi (Pratola Peligna, 30 marzo 1913 - Lipik, 6 maggio 1945), figlio di Giovanni ed Assunta Di Bacco. Si trasferisce a Roma negli anni ’30, quindi a Milano a dirigere una piccola fabbrica e, successivamente gestore di una trattoria. Richiamato allo scoppio della guerra, viene impiegato sul fronte greco-albanese. Dopo lo sbandamento ddei militari italiani successivamente all’8 settembre 1943 è deportato in uno dei campi nazifascisti in Croazia da dove riesce però ad evadere e ad unirsi, dal 1º gennaio 1945, ai partigiani iugoslavi di Tito dove perderà la vita nel corso delle operazioni nei Balcani: il 6 maggio muore all’ospedale di Lipik, nella Slavonia ormai liberata. Appena tre giorni dopo i partigiani della 1ª Divisione proletaria entrano a Zagabria. Per il suo eroico comportamento Mondazzi è stato insignito della medaglia d’onore (2 giugno 2016) e della medaglia di bronzo al valor militare (24 aprile 2019). |
| 26 gennaio 2022   | Via Grivola, 18 45°31′04.33″N 9°11′35.28″E            |                   | QUI ABITAVA SANTO BENCICH NATO 1900 ARRESTATO 11.3.1944 DEPORTATO MAUTHAUSEN ASSASSINATO 24.8.1944 GUSEN    | Santo Bencich (Parenzo, 22 aprile 1900 - Gusen, 24 agosto 1944), figlio di Nicola e Maria Bujevaz, quarto di tredici figli. Vive in Istria all’epoca parte dell’Impero austro-ungarico. Chiamato alle armi decide ben presto di disertare e si rifugia prima a Trieste e poi a Milano, dove trova un’occupazione come operaio siderurgico alla Breda di Sesto San Giovanni. Nella sezione del partito comunista di Prato Centenaro incontra Virginia Bassi, reduce dal congresso di Livorno del 1921. Si sposano nel 1927 ed avranno tre figli. Il 12 marzo 1944, a seguito dello sciopero generale del 1º marzo 1943 è arrestato in casa di notte e rinchiuso a San Vittore quindi trasferito alla Caserma Umberto I° a Bergamo. Da qui con il trasporto 34 del 16 marzo 1944 è deportato a Mauthausen: matricola 58703 quindi trasferito a Gusen dove muore il 24 agosto 1944. Durante il viaggio di deportazione riesce a mandare diversi biglietti che giungono a casa grazie alla generosità di chi li raccoglie. L’ultimo è di poco prima di lasciare il confine italiano. |
| 6 marzo 2023      | Via Monte Rotondo, 9 45°30′52.51″N 9°11′41.27″E       |                   | QUI ABITAVA LODOVICO PETIT BON NATO 1900 ARRESTATO 13.3.1944 DEPORTATO MAUTHAUSEN ASSASSINATO 29.4.1944     | Lodovico Petit Bon (Villa Minozzo, 15 ottobre 1900 - Mauthausen, 29 aprile 1944), ventenne, tra i fondatori del P.C.d'I. riceve dal Congresso di Livorno il compito d organizzare la Federazione Provinciale di Reggio Emilia. Antifascista, per sfuggire le numerose e ripetute aggressioni squadriste, si trasferisce in varie altre città fino a stabilirsi, nel 1933, a Milano dalla moglie Maria Magni, dalla quale avrà tre figli. Trova lavoro come fresatore alla Breda di Sesto San Giovanni. Diventa membro della 108ª Brigata Garibaldi D. Martelosio, come il collega Luigi Duci. Tra gli organizzatori degli scioperi del marzo 1944 è arrestato il 13 marzo dalle SS e portato nel braccio tedesco di San Vittore, quindi a Bergamo, Caserma Umberto I°, per essere deportato nel Reich. Giunge a Mauthausen il 20 marzo 1944, Matr.59055; trasferito a Gusen poi di nuovo a Mauthausen dove muore il 29 aprile 1944. |
| 6 marzo 2023      | Via Terruggia, 6 45°29′00.47″N 9°12′53.92″E           |                   | QUI ABITAVA ATEO CASTELLANI NATO 1925 ARRESTATO 11.7.1944 DEPORTATO FLOSSENBÜRG ASSASSINATO 6.1.1945        | Ateo Castellani (Casale di Scodosia, 21 giugno 1925 - Flossenbürg, 6 gennaio 1945), il padre agricoltore, antifascista è costretto a diversi trasferimenti fino alla sistemazione, nel 1936 a Milano. Ateo nel 1940, apprendista meccanico, lavora alla Brown Boveri di Affori. Non risponde alla chiamata alla leva della Repubblica di Salò e si aggrega alle formazioni partigiane operative nella zona del Mottarone in cui già milita il fratello. Con questi è catturato dai fascisti l’11 luglio 1944. Ateo subisce ripetute torture nel carcere di San Vittore a Milano, quindi trasferito il 17 agosto a Bolzano ed il 5 settembre è deportato nel Reich insieme al fratello e ad altri 1.459 prigionieri, destinazione Flossenbürg. Ateo muore nel campo il 6 gennaio 1945. il fratello Bruno sopravvive e torna in Italia a giugno 1945. |
| 6 marzo 2023      | Via Ornato, 55 45°31′08.95″N 9°11′30.98″E             |                   | QUI ABITAVA LUIGI DUCI NATO 1900 ARRESTATO 12.3.1944 DEPORTATO MAUTHAUSEN ASSASSINATO 25.1.1945 GUSEN       | Luigi Duci (Milano, 9 dicembre 1900 - Gusen, 25 gennaio 1945), dopo il trasferimento della famiglia d'origine a Bergamo, nel 1931 si sposta a Bologna dove sposa Ines Minarelli. Nel 1939 rientra a Milano e lavora come operaio attrezzista alla Breda di Sesto San Giovanni e, come il suo collega Lodovico Petit Bon, dopo l'armistizio dell'8 settembre 1943 fa parte della "108ª Brigata Garibaldi GAP D. Martelosio". Per la sua partecipazione allo sciopero del marzo 1944 è arrestato il 12 marzo 1944 e trasferito a San Vittore, quindi Bergamo, caserma Umberto 1° a cui segue la deportazione a Mauthausen , dove arriva il 20 marzo. muore nel campo di Gusenil 25 gennaio 1945. |
| 7 marzo 2024      | Via Bonomi, 2 45°30′08.08″N 9°10′31″E                 |                   | QUI ABITAVA ELIO AGRESTI NATO 1910 ARRESTATO 14.3.1944 DEPORTATO MAUTHAUSEN ASSASSINATO 4.4.1945 EBENSEE    | Elio Agresti (Montalcino, 16 novembre 1910 - Ebensee, 4 aprile 1945), figlio di Alceo, antifascista, attivista iscritto al PCd'I. Trasferitosi a Milano lavora alla Breda come aggiustatore meccanico. Sposa Teresa Lanzoni, con la quale ha un figlio. In conseguenza della sua attività di propaganda contro il regime fascista ed in particolare per la sua partecipazione allo sciopero del marzo 1944 è arrestato e detenuto prima a San Vittore, quindi trasferito al carcere Sant'Agata di Bergamo dalla cui stazione ferroviaria, dal Binario 1, il 16 marzo è deportato nel Reich, classificato "Schutz" – (Schutzhäftlinge), peregrinando per diversi Lager nazisti: Mauthausen, Gusen, Wien-Schwechat, per essere assassinato, infine ad Ebensee il 4 aprile 1945. Elio Agresti è stato insignito del Certificato Alexander per la sua collaborazione con gli alleati. |
| 7 marzo 2024      | Via Bruni, 13 45°30′02.7″N 9°10′28.91″E               |                   | QUI ABITAVA EUGENIO ARABO NATO 1912 ARRESTATO 22.9.1943 DEPORTATO DACHAU ASSASSINATO 11.4.1945 ÜBERLINGEN   | Eugenio Arabo (Milano, 23 ottobre 1912 - Überlingen, 11 aprile 1945), sergente maggiore della fanteria, dopo l'armistizio dell'8 settembre 1943 è arrestato e condotto nel carcere militare di Peschiera del Garda da dove, il giorno seguente, è deportato a Dachau insieme ad altri 1790 militari italiani. Muore nel sottocampo di Überlingen l'11 aprile 1945 ed è sempolto nella fossa comune nel cimitero di Birnau. |
| 7 marzo 2024      | Via Brivio, 7 45°30′14.6″N 9°10′37.72″E               |                   | QUI ABITAVA EGIDIO BOSÈ NATO 1905 ARRESTATO 24.6.1944 DEPORTATO FLOSSENBÜRG ASSASSINATO 10.1.1945 GUSEN     | Egidio Bosè (Milano, 27 agosto 1905 - Gusen, 10 gennaio 1945), figlio di Achille e Maria Lesmo, partigiano della "112 Brigata Garibaldi". Lavora al deposito locomotive FS di Greco dove, a seguito dell'attentato al deposito, è arrestato il 24 giugno 1944, condotto a San Vittore, quindi Bolzano da dove è deportato prima a Flossenbürg poi Mauthausen per essere infine assassinato a Gusen il 10 gennaio 1945. |
| 7 marzo 2024      | Via Bernardino De Conti, 6 45°29′56.28″N 9°11′07.63″E |                   | QUI ABITAVA GIUSEPPE CAJELLI NATO 1885 ARRESTATO 3.3.1944 DEPORTATO MAUTHAUSEN ASSASSINATO 22.4.1945 GUSEN  | Giuseppe Cajelli (Corgeno, 20 ottobre 1885 - Gusen, 22 aprile 1945), partigiano, figlio di Luigi, lavora all’ATM di Milano come controllore, è componente del CLN aziendale. Attivo protagonista negli scioperi del marzo 1944 è arrestato a fine marzo e deportato a Mauthausen, insieme ad altri 243 scioperanti, con lo "Streikertransport n.38 del 6 aprile, che giunge a destinazione l’8 Aprile 1944. Classificato "Schutz" – (Schutzhäftlinge), matricola 61588 è trasferito a Gusen dove muore nell'infermeria del campo il 22 aprile 1945. |
| 7 marzo 2024      | Via Terruggia, 6 45°31′01.9″N 9°11′26.22″E            |                   | QUI ABITAVA MARIO GIULIANI NATO 1924 ARRESTATO 19.7.1944 DEPORTATO BUCHENWALD ASSASSINATO 19.3.1945         | Mario Giuliani (Treviglio, 1924 - Buchenwald, 19 marzo 1945), figlio di Luigi e Maria Redaelli, saldatore, partigiano. Entra nella Resistenza immediatamente dopo l'armistizio dell'8 settembre 1943 tra le file della "Brigata 5 giornate" operante sul Monte San Martino. Arrestato a Milano nel luglio del 1944, dopo il transito nel campo di Bolzano è deportato nel Reich destinato a Buchenwald dove muore il 19 marzo 1945. |
| 7 marzo 2024      | Via Don Giovanni Verità, 7 45°30′11.02″N 9°09′58.53″E |                   | QUI ABITAVA GIUSEPPE MERLINI NATO 1897 ARRESTATO 23.11.1944 DEPORTATO REICHENAU ASSASSINATO 23.3.1945 KAHLA | Giuseppe Merlini (Tornaco, 18 febbraio 1897 - Kala, 23 marzo 1945), antifascista, patriota, figlio di Giovanni e Giuseppa Cordone, coniugato con Natalina Olivetti, lavora come operaio specializzato alla Pirelli Bicocca, attivista iscritto al PCd'I, componente del CLN aziendale e tra le file dei gappisti nell'immediato successivo all'armistizio dell'8 settembre 1943. A causa della sua partecipazione allo sciopero del novembre '44 è arrestato, trasferito a San Vittore, quindi deportato nel Reich destinato al campo di lavoro di Kala. Muore nel campo il 23 marzo 1945. |
| 7 marzo 2024      | Viale Affori, 20 45°31′01.44″N 9°10′07.25″E           |                   | QUI ABITAVA ANGELO VALAGUSSA NATO 1922 ARRESTATO 19.2.1944 DEPORTATO MAUTHAUSEN ASSASSINATO 14.3.1945       | Angelo Valagussa (Cernusco Lombardone, 24 giugno 1922 - Mauthusen, 14 marzo 1945), partigiano, dopo ll'armistizio dell'8 settembre 1943 non risponde alla chiamadta alle armi della RSI e. col fratello si unisce ai gappisti nelle file della "terza brigata GAP Rubini, distaccamento Rosselli". A causa di questa attività clandestina e della necessità di celarsi ai nazifascisti trova nascondiglio alla Cascina Moscoro, ma rientra più volte a Milano per tenere comunque i contatti. Il 14 febbraio 1944, ad un appuntamento concordato col suo capo gruppo, è intercettato ed arrestato. Condotto a San Vittore per essere poi trasferito a Fossoli, quindi al campo di transito di Bolzano, da dove il 5 agosto è deportato a Mauthusen. Muore al campo il 14 marzo 1945. |
| 13 marzo 2025     | Via Pedroni, 9 45°30′32.5″N 9°10′03.02″E              |                   | QUI ABITAVA DANILO VERONESI NATO 1926 ARRESTATO 2.1.1944 DEPORTATO MAUTHAUSEN ASSASSINATO 13.5.1944 EBENSEE | Danilo Veronesi (Caprino Veronese, 6 luglio 1926 - Ebensee, 13 maggio 1944), figlio di Adelino e Maria Dossi, famiglia antifascista trasferitasi a Milano nel 1936. Su delazione è arrestato con due compagni il 2 gennaio 1944 con l'accusa di nascondere armi destinate ai partigiani. Trasferiti a San Vittore prima della deportazione nel Reich destinato a Mauthausen dove giunge l'11 marzo 1944, matricola 57467, classificato "Pol" – (Politisch). Trasferito a Ebensee da vita ad un tentativo di evasione, ma catturato è dilaniato dai cani aizzatigli contro dal comandante del campo. |